# Чорномин
Чорно́мин — село в Україні, в Піщанській селищній громаді Тульчинського району Вінницької області. Колишня назва — «Розбійне». Населення становить 1113 осіб.

## Історія
Село Чорномин утворено ще наприкінці XVI ст.. Спочатку на території села було дві слободи: Медунівка і Розбійне. Потім з цих двох слобід утворюється одне село під назвою Розбійне.
З приводу назви існує декілька легенд:
- Найвідоміша з них та, що козаки біля села напали на турецький загін і відбили полонених земляків, вчинивши «розбій». Від цього і назва «Розбійне».
- Та ще одна, за якою вздовж битого шляху, що вів колись через густі ліси з Києва до Чорного моря та Криму, на подорожніх нападали розбійники, а ватажком в них був якийсь Шпак. Саме тому колись Чорномин називався Розбійна і був садибою того напів-міфічного Шпака.

Розбійна входила в маєток Чечельничизна (від міста Чечельник), який належав спочатку Конецпольським, а потім Любомирським та Потоцьким. Після першого поділу Польщі все село відійшло до царської казни. Пізніше частина маєтностей дісталася маршалу Михайлу Гудовичу, потомку давнього литовського роду. А інша частина — якраз з Розбійною — потрапила у руки російського генерал-губернатора Волині та Поділля Тимофія Івановича Тутолміна (1740–1809). На зламі XVIII і XIX ст. Розбійну і кілька її фільварків викупив у нього Микола Чарномський. З 1835 року село називається Чорномин на честь Миколи Чорноминського.
Від Миколая Чарномського-старшого резиденція дісталася його сину, Миколі Генрику Чарномському (нар. близько 1828 р.). Його дружиною була Ельжбета Станіслава з роду Шембеків. Останньою власницею маєтку до 1917 р. була його дочка Марія (1856–1929), дружина графа Станіслава Водзіцького (нар. в 1843 р.).
7 (20) листопада 1917 року, відповідно до Третього Універсалу Української Центральної Ради, увійшло до складу Української Народної Республіки.
У серпні 2017 року в Чорномині прийнята до експлуатації сонячна електростанція потужністю 1,5 тис. кВт.
12 червня 2020 року, відповідно до Розпорядження Кабінету Міністрів України від  № 707-р «Про визначення адміністративних центрів та затвердження територій територіальних громад Вінницької області», село увійшло до складу Піщанської селищної громади.
19 липня 2020 року, в результаті адміністративно-територіальної реформи та ліквідації Піщанського району, воно увійшло до складу новоутвореного Тульчинського району.

### Чорноминський палац
В Чорномині Чарномські зводять красень-палац — десь біля 1820 р.. Хронщевський згадував, що в будинку «кожного вікна скло і олово бронзове коштували 60 карбованців сріблом». А. Урбанський зі слів Марії Водзицької писав, що архітектором палацу був малознаний, але талановитий італієць Боффо (Boffo). Т. С. Ярошевський потім уточнив: Звали Боффо Франческо, син Карла, він був вихідцем з Сардинії.
Микола Чарномський місцем під палац вибрав найвищий в околиці заліснений п'ятачок. З одного боку він спускався до села, з іншого переходив у плоскогір'я. Довгий прямокутний у плані будинок був повернутий головним фасадом на південь — там був портик з шістьма колонами іонічного ордеру. Під'їзд до споруди був зі східної сторони. Споруда була темно-жовтого кольору, всі пластичні декорації підкреслені білим кольором. Палац прикрашали картуші з гербами власника будинку та його дружини.
Пізніше будинок перебудовували, тому його первісний вигляд встановити важко.
В 1890-х роках до нього з західної сторони було добудований флігель, з'єднаний з будинком скляною галереєю.
Палац стояв посеред велетенського ландшафтного парку, який переходив у ліс: дуби, ясени, явори, липи. В парку розташовувалась велика статуя Богоматері — італійська, з білого мармуру, а також мармурова скульптура дівчини з книгою в руках.
Вже напередодні Першої світової війни чорноминська резиденція почала занепадати. Та будівля пережила обидві війни і зараз в ній розташована сільська школа.

## Визначні місця села
- Чорноминський палац — палац графів Чарномських, що є дуже схожим на Білий дім у Вашингтоні. Деякі назви цього палацу: «Палац з двадцятидоларової банкноти», «вінець розбитого кохання».[6][7]
- Парк — поруч із палацом;
- Каплиця (19 ст.) — розташована поруч з автодорогою;
- Дуб пірамідальний — дерево, природна пам'ятка, росте на приватній садибі по вул. Леніна, 6;
- Музей, створений у дитсадку.

## Галерея

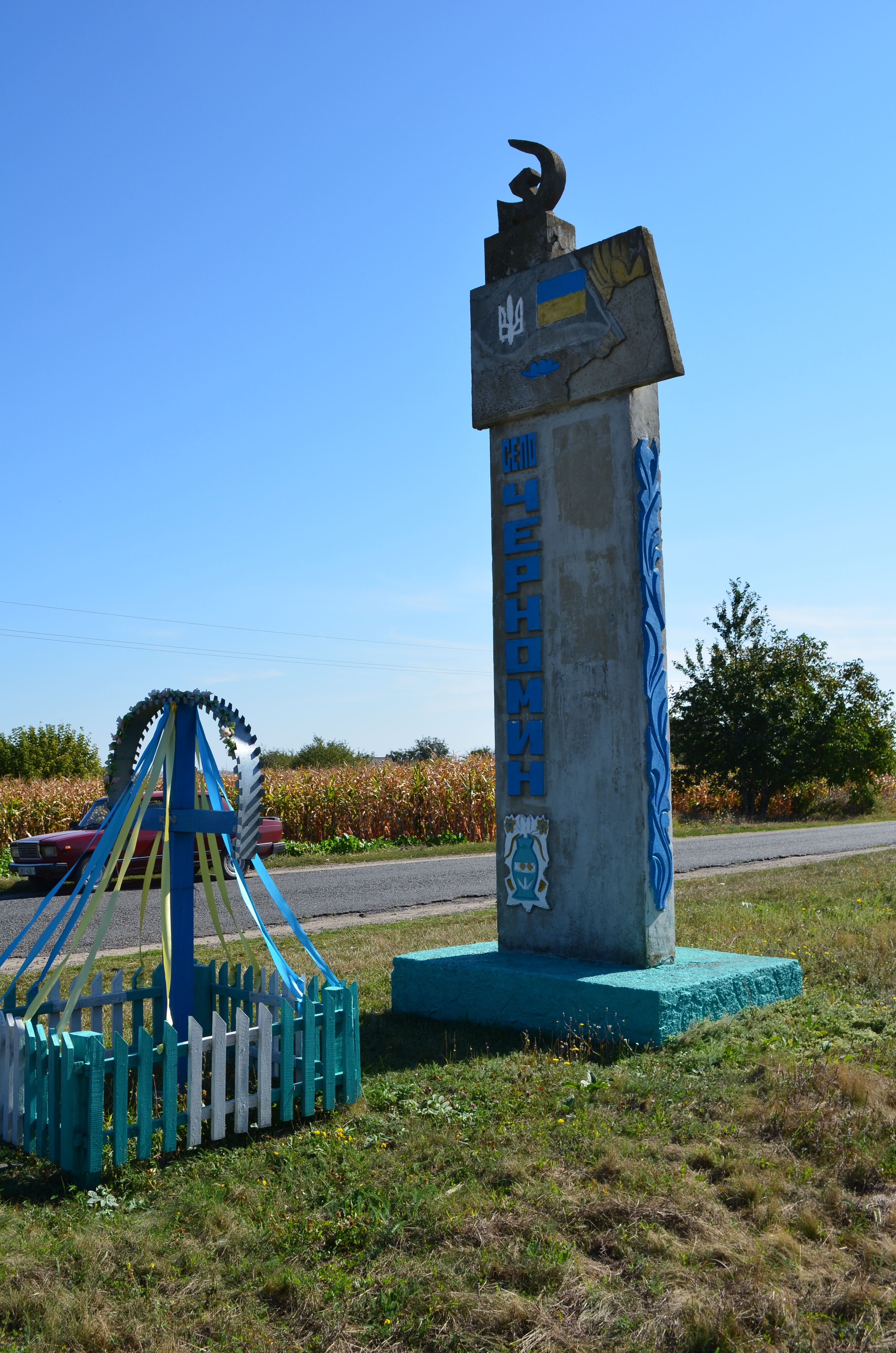
В'їзд до села
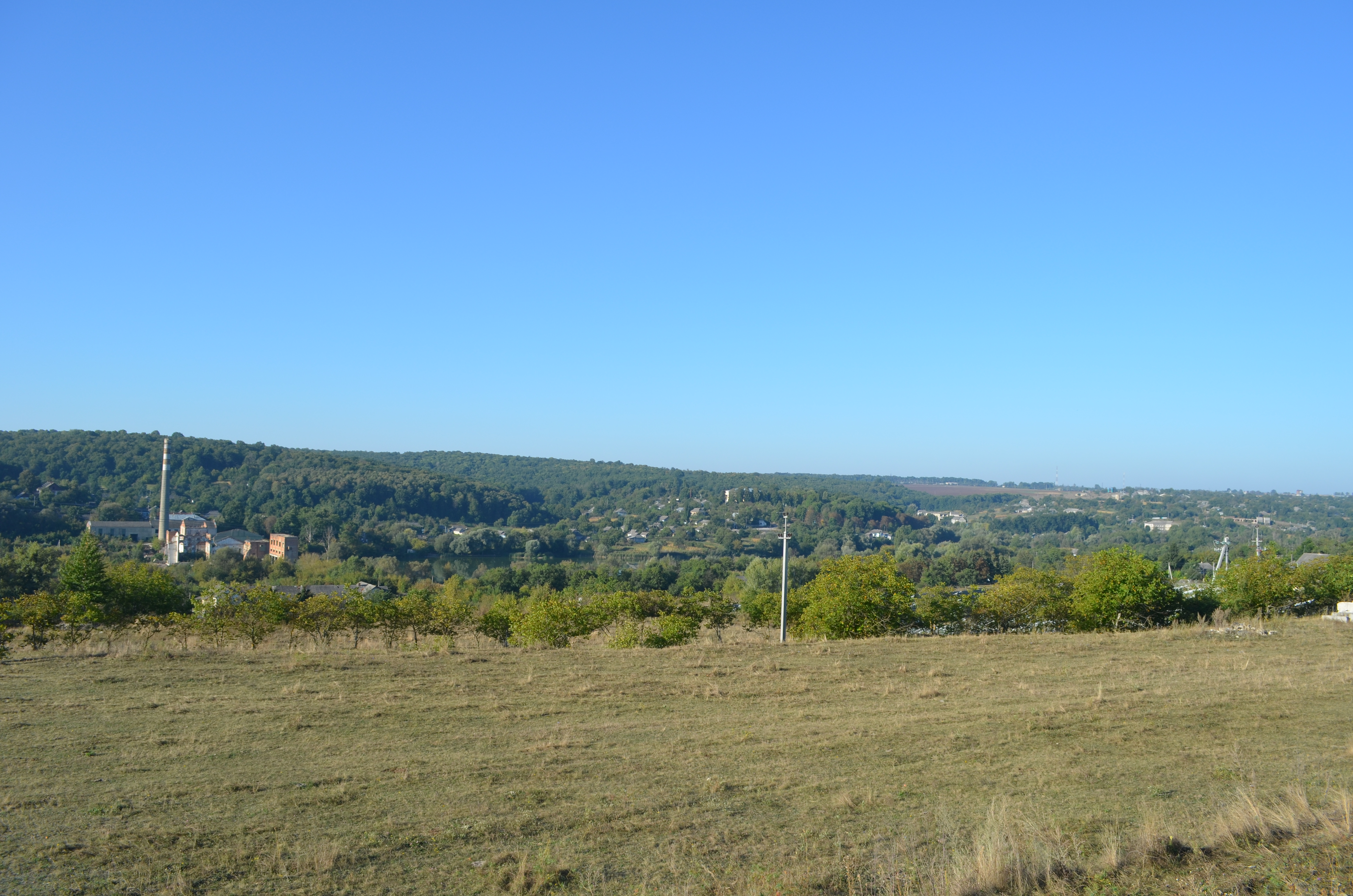
Панорама села з автодороги
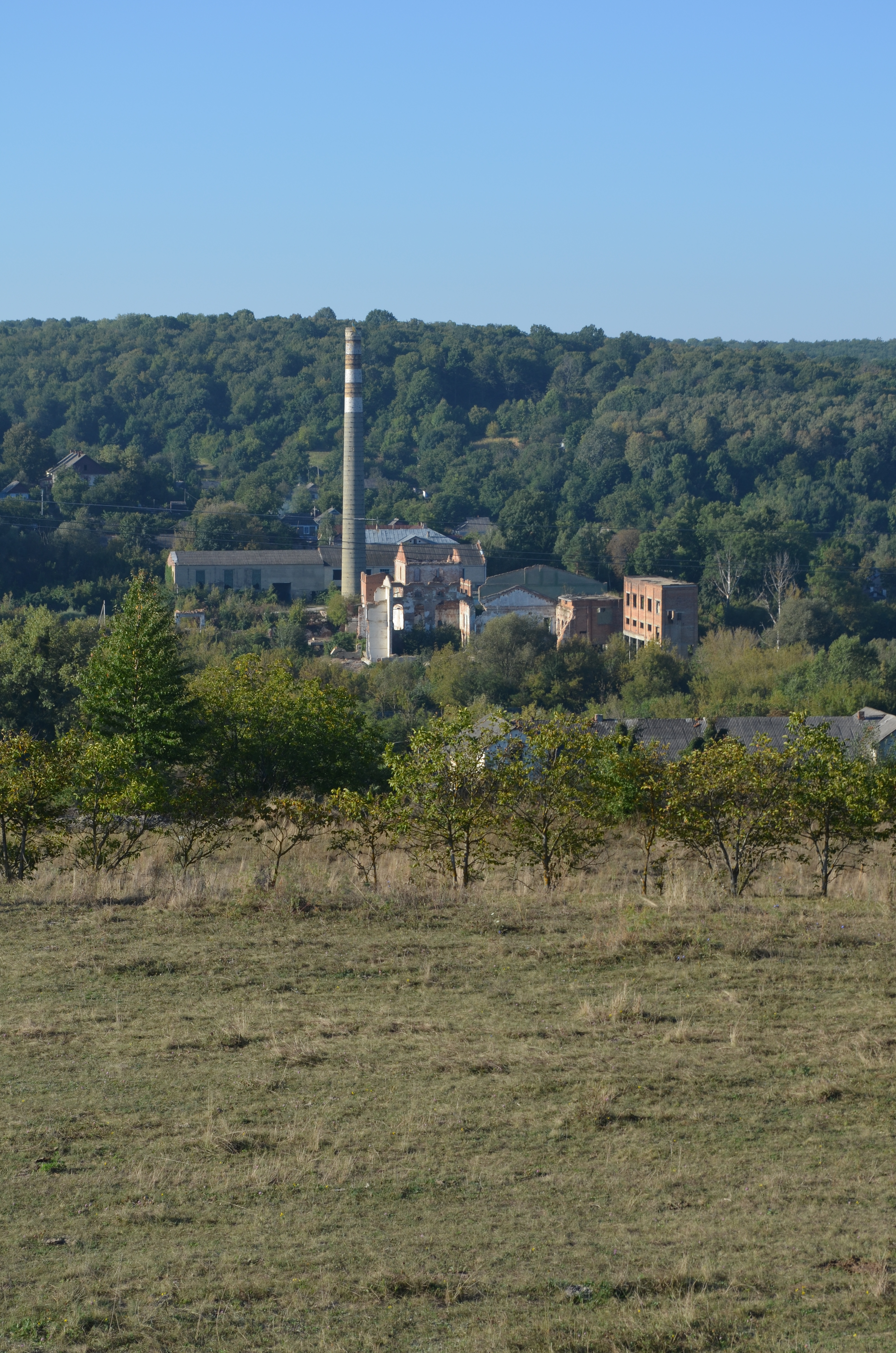
Колишній завод
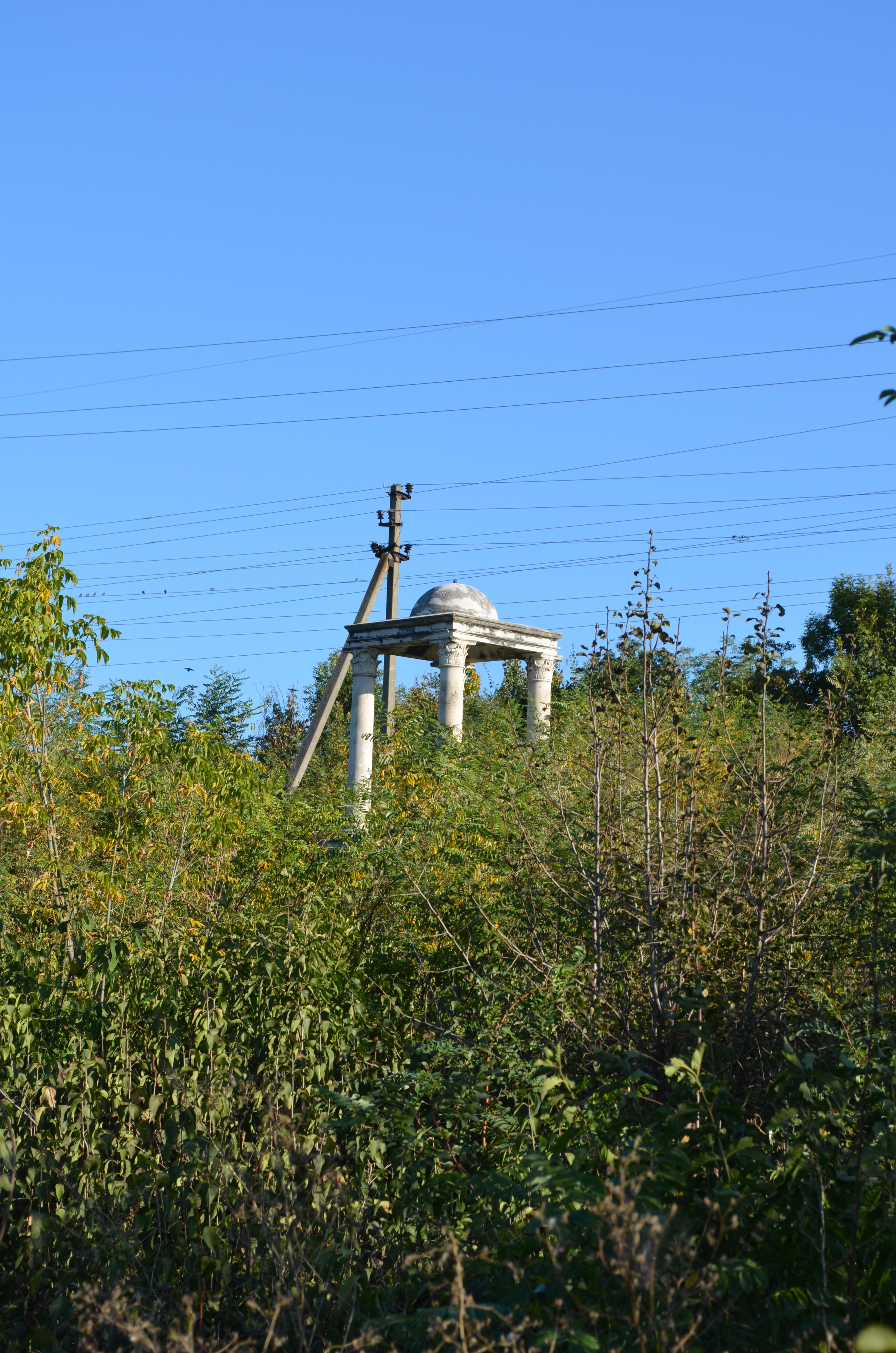
Каплиця
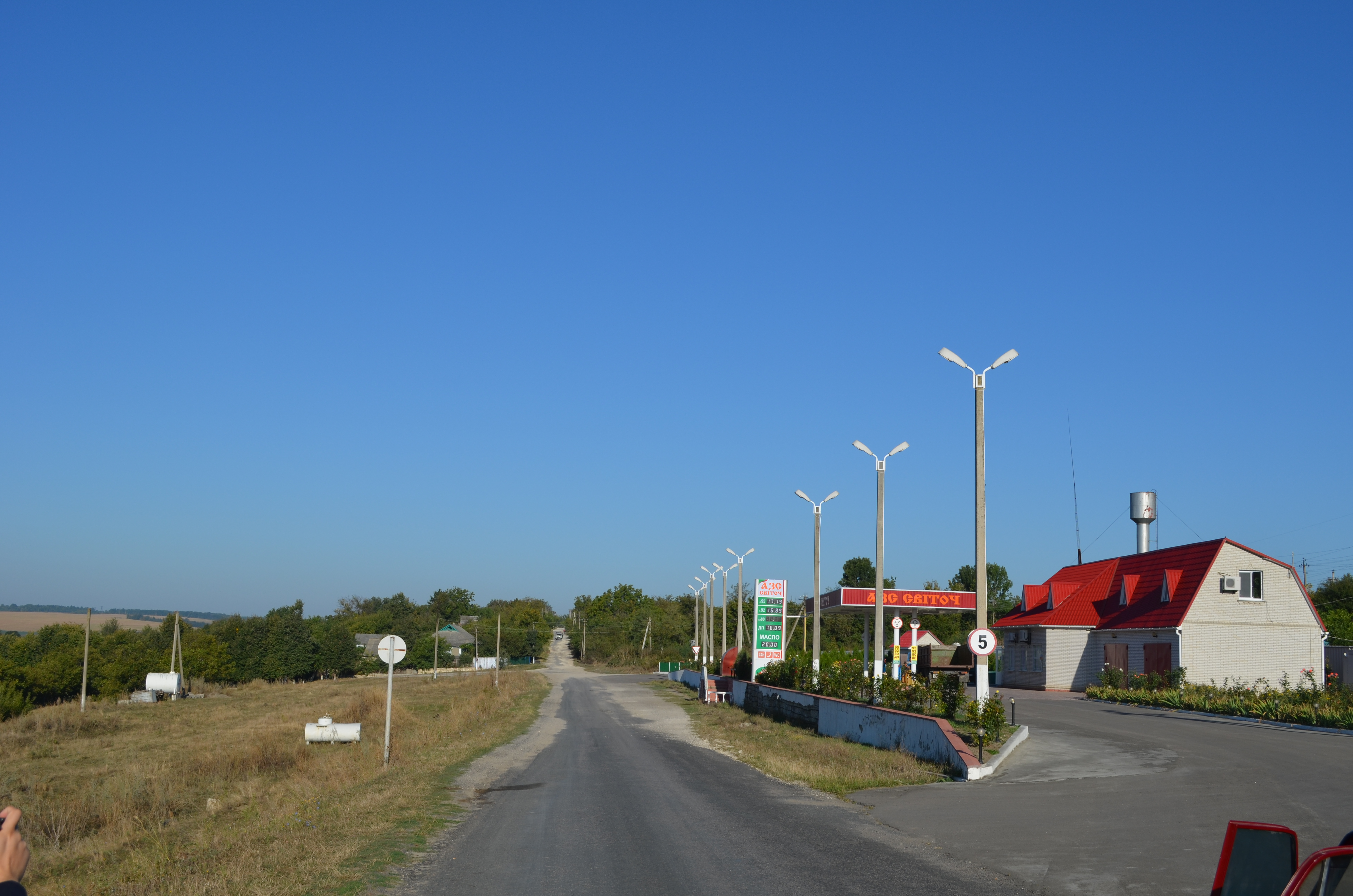
Автодорога та заправка
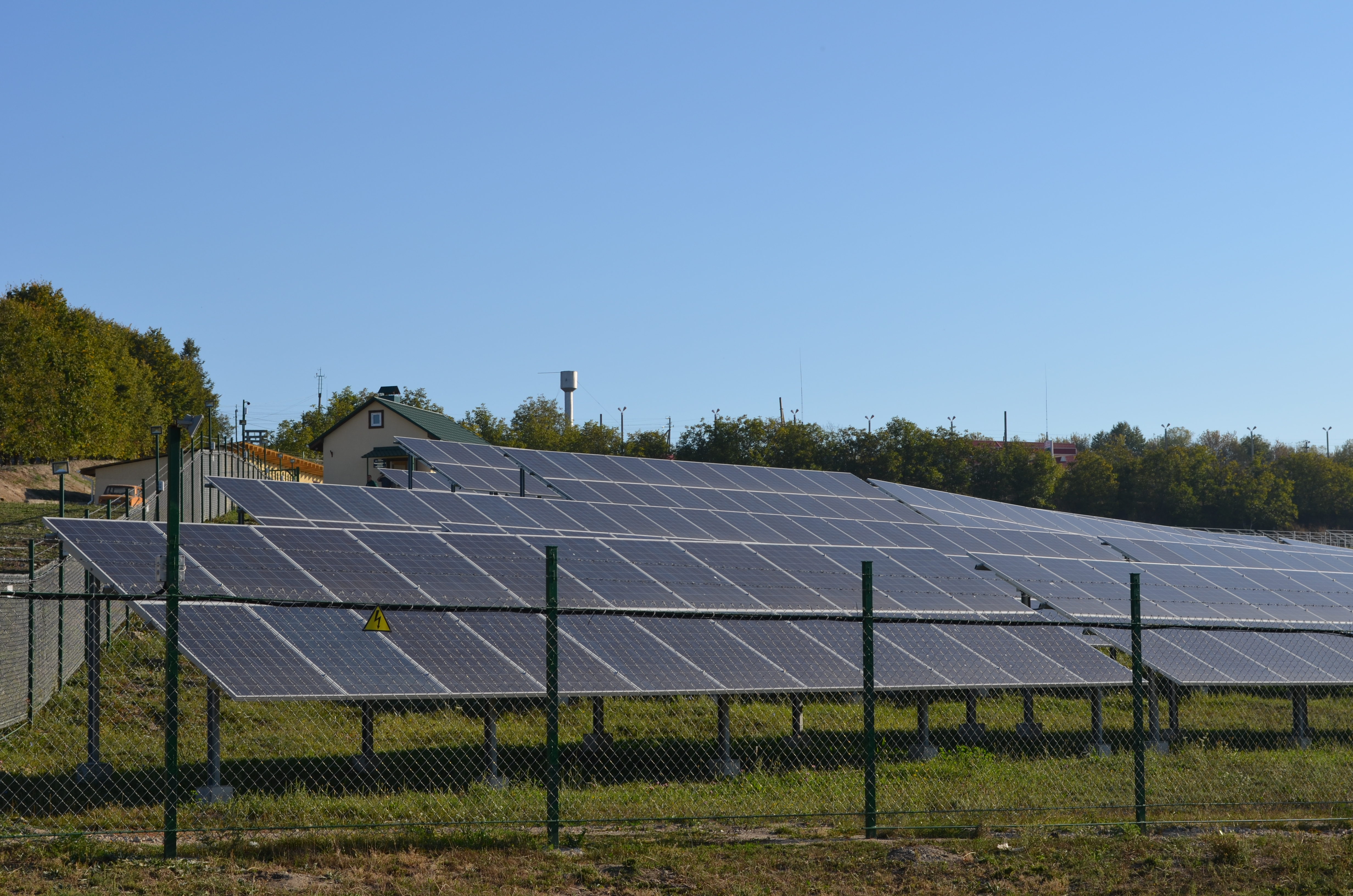
Сонячна електростанція
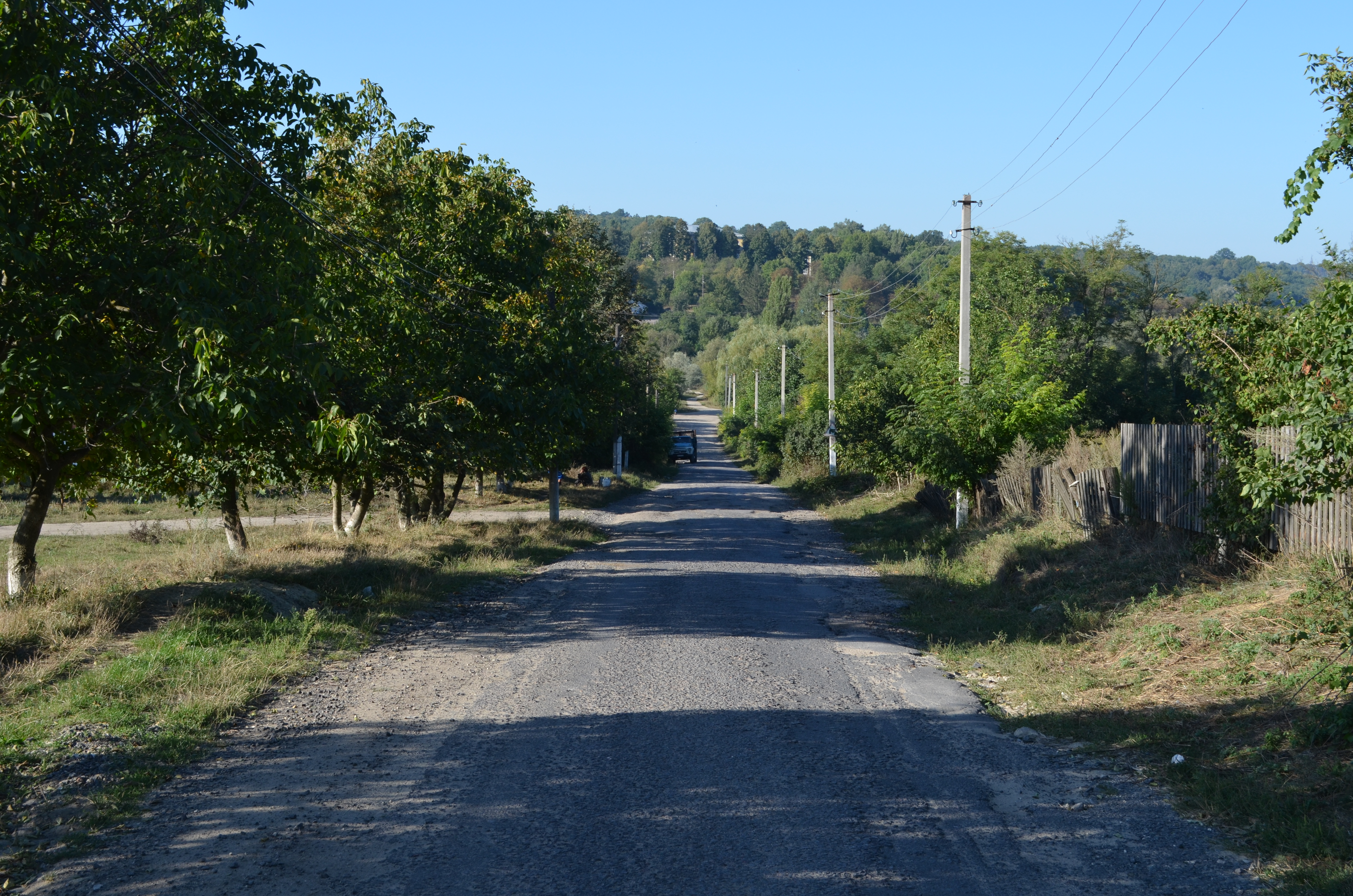
Сільська вулиця
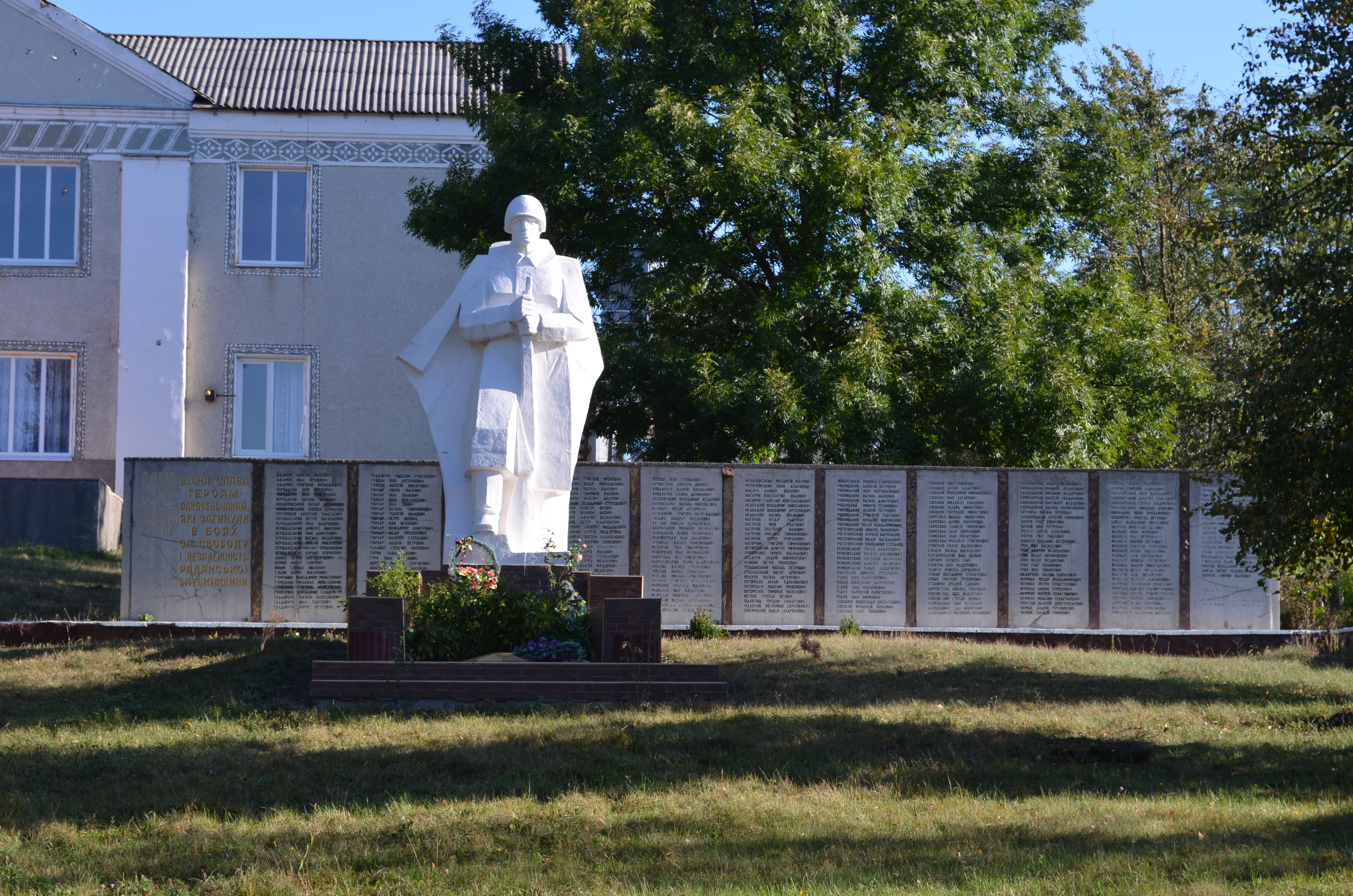
Пам'ятник воїнам-односельчанам
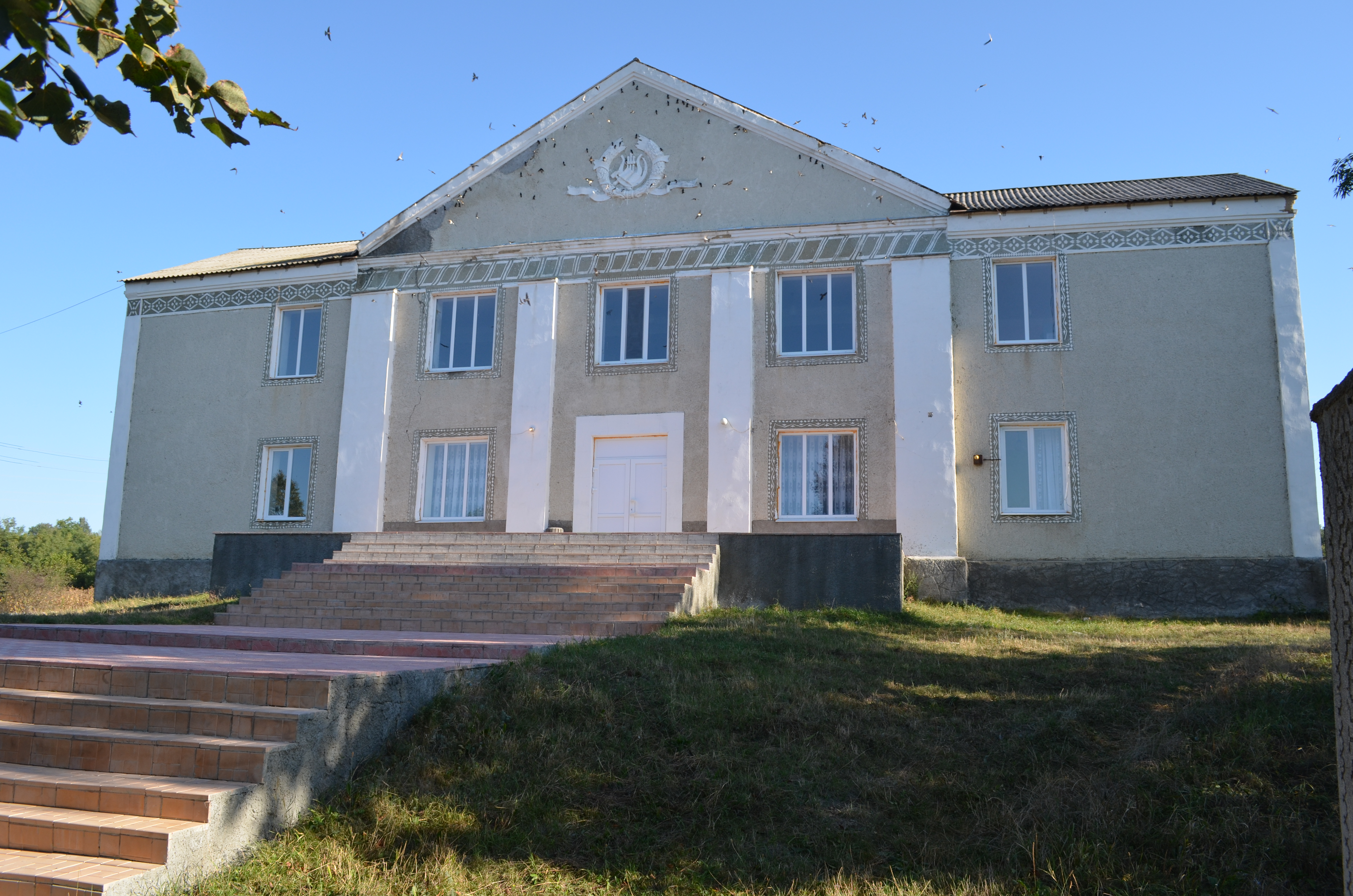
Будинок культури
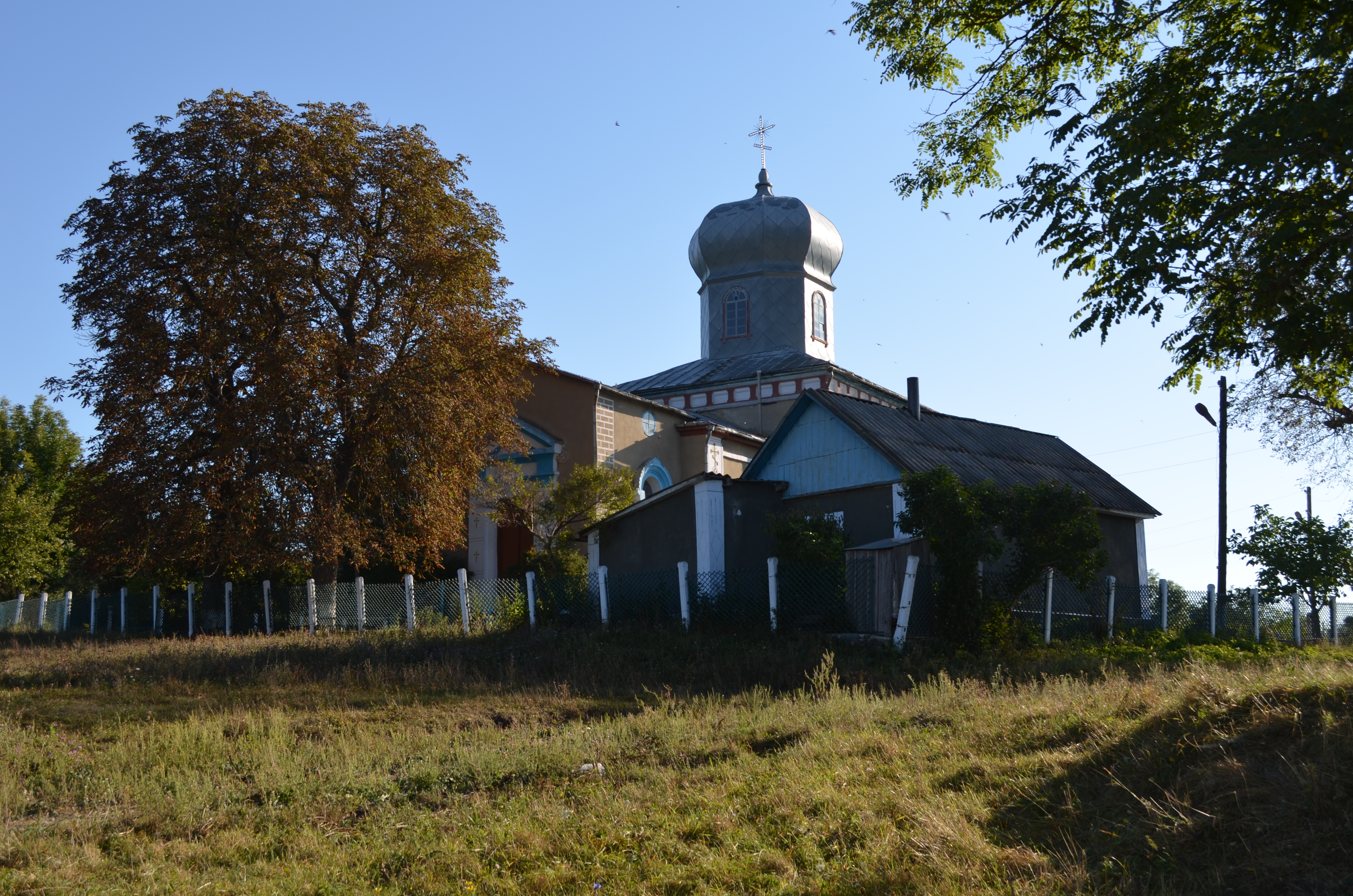
Церква
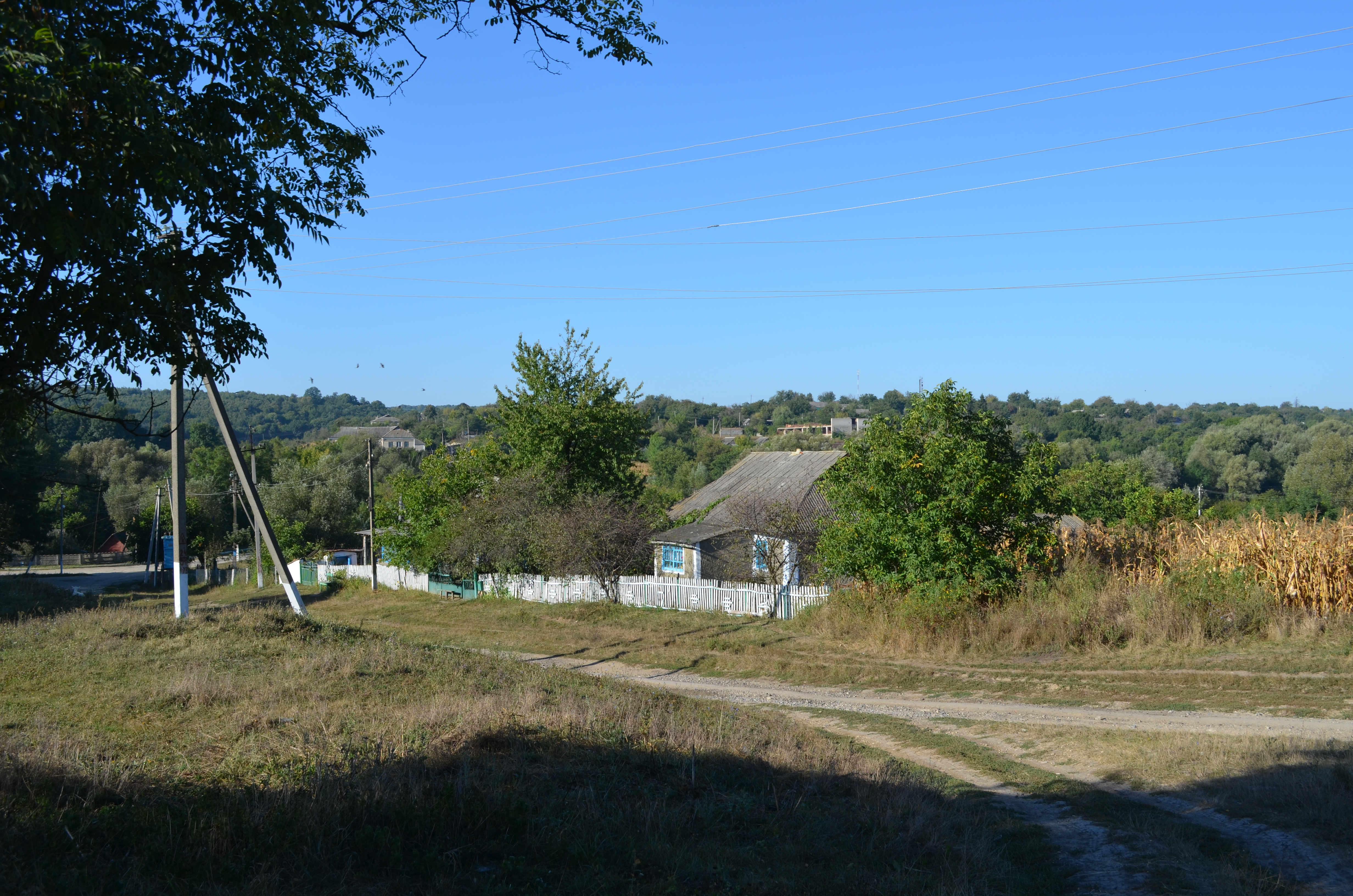
Поблизу Будинку культури
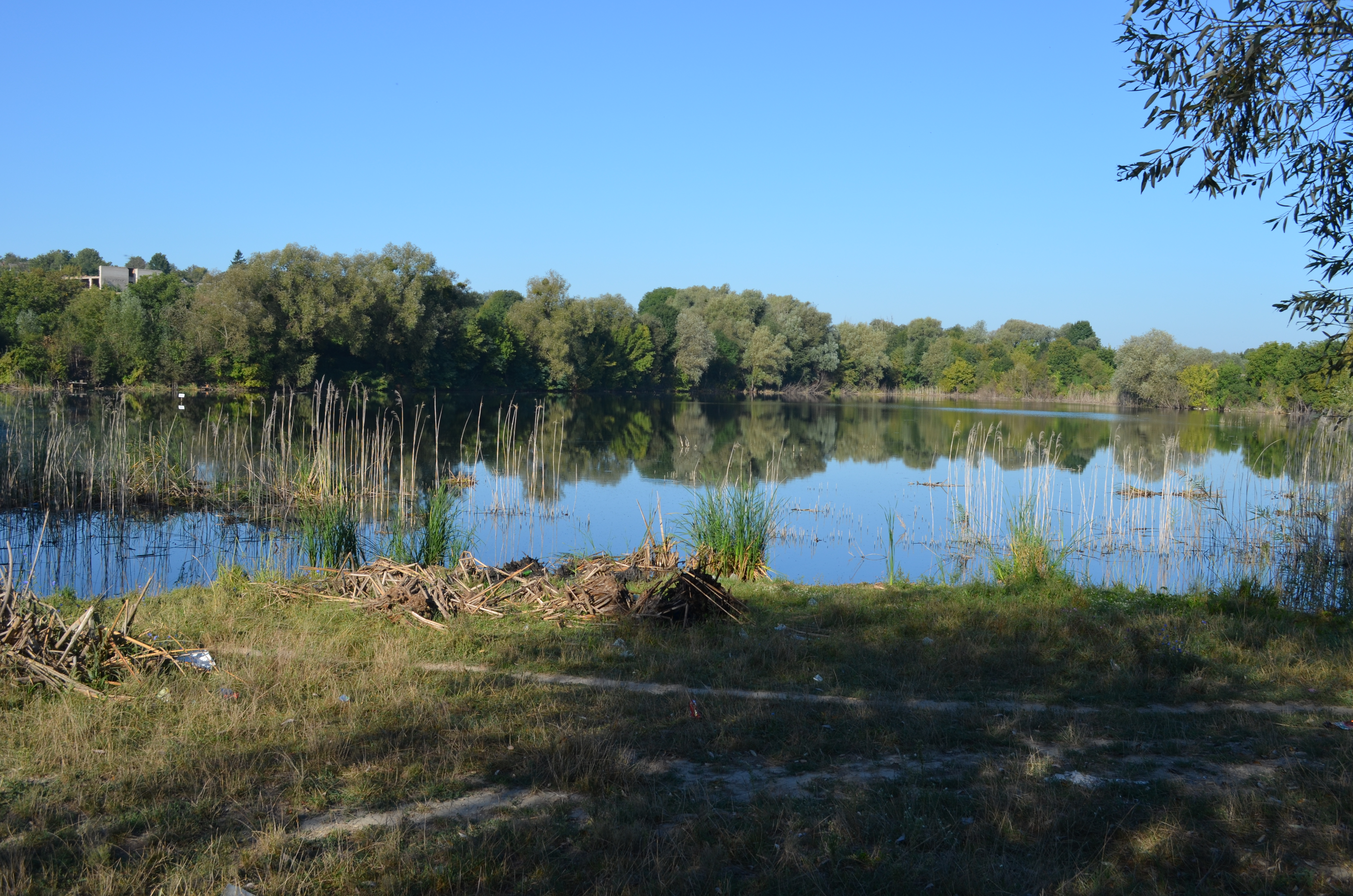
Ставок
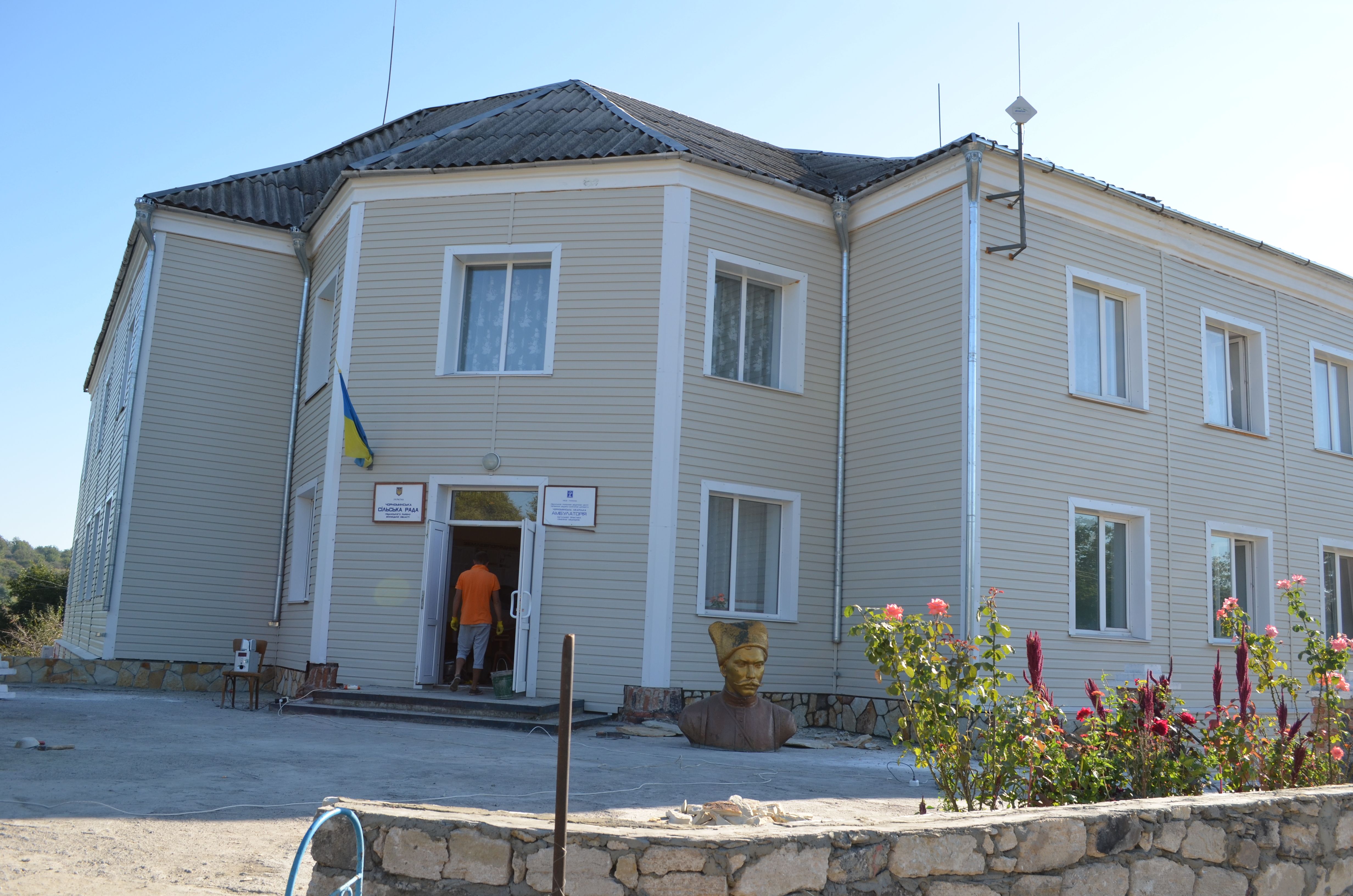
Сільська рада
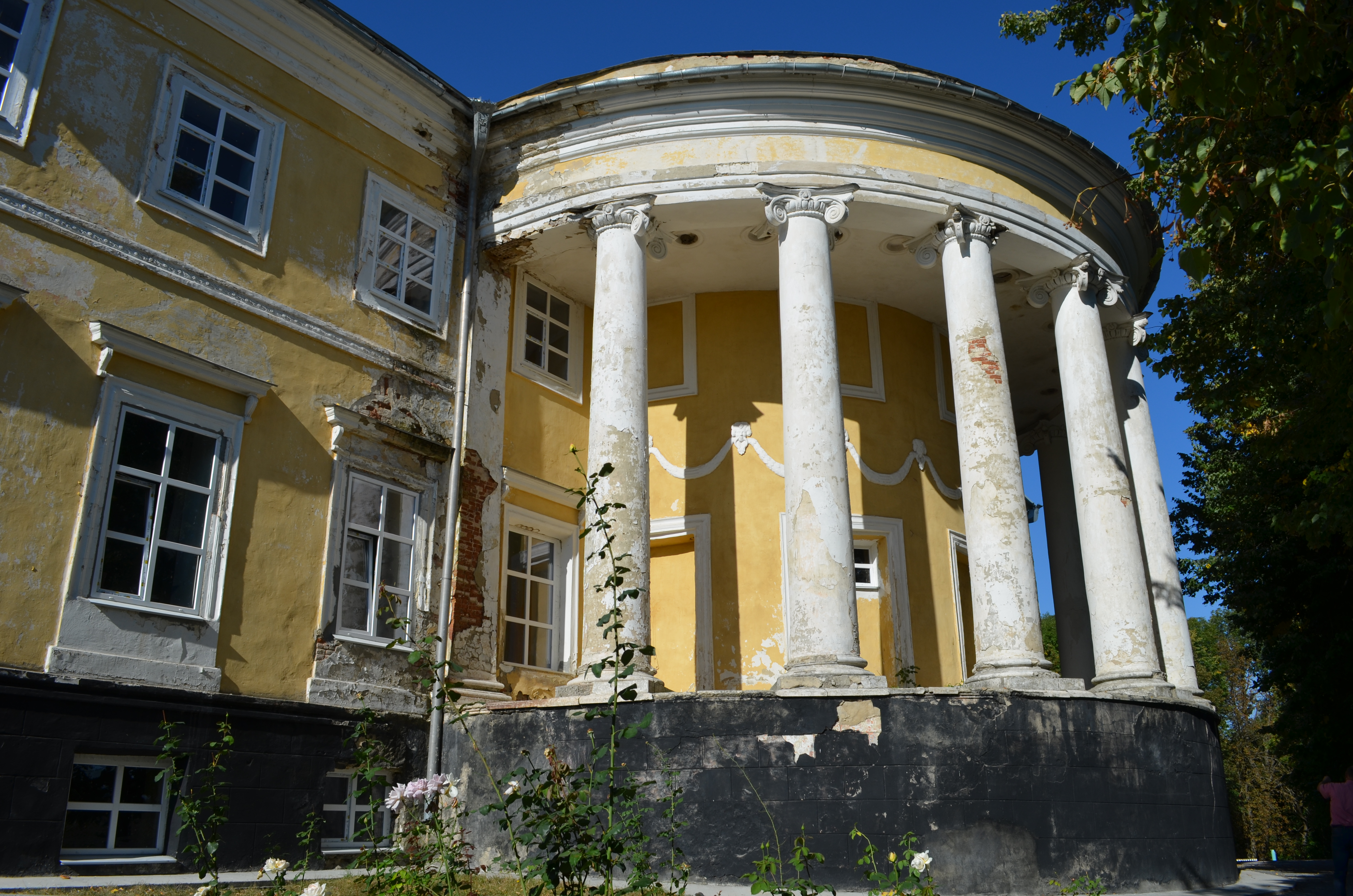
Чорноминський палац
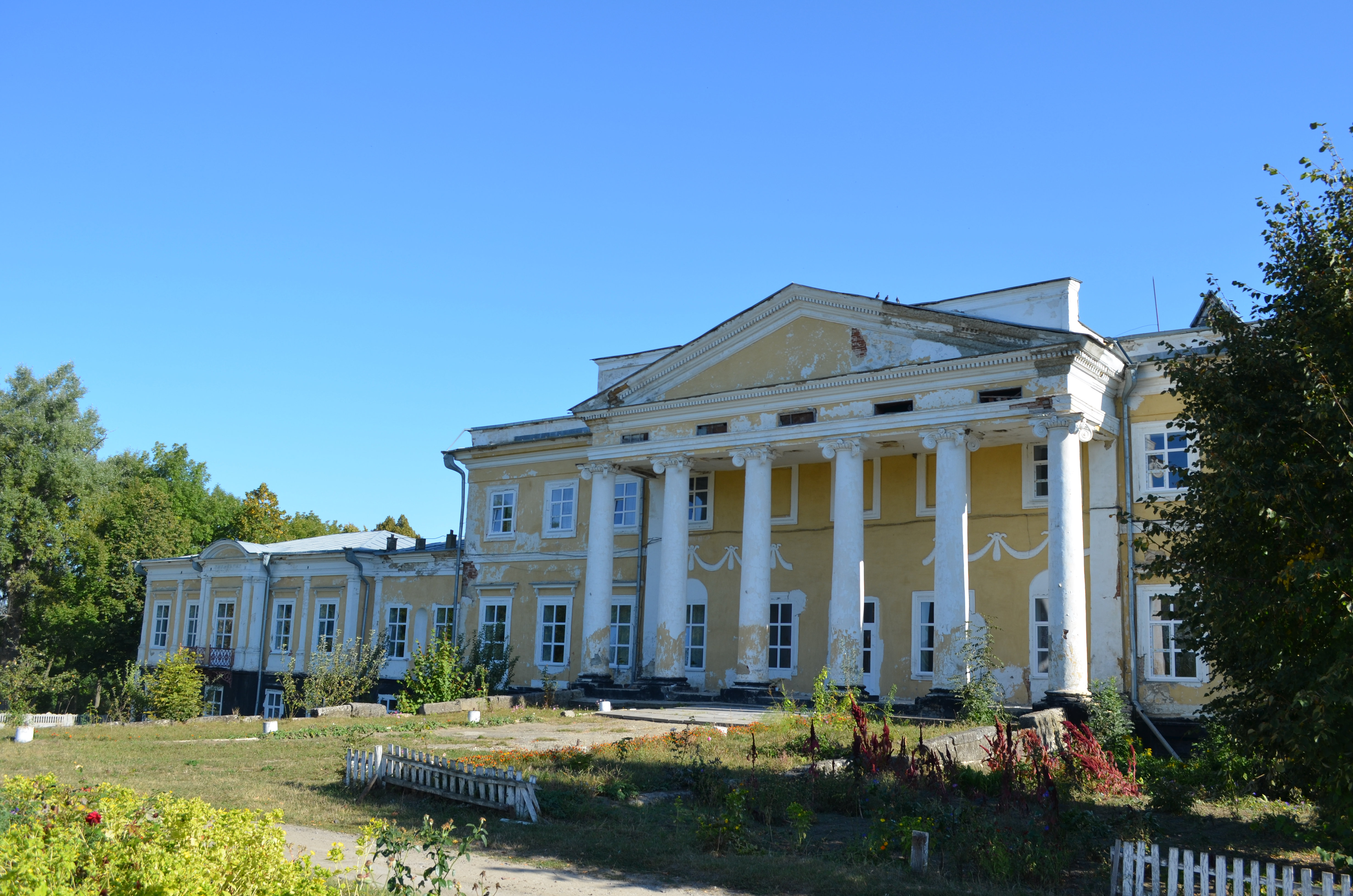
Школа у Чорноминському палаці
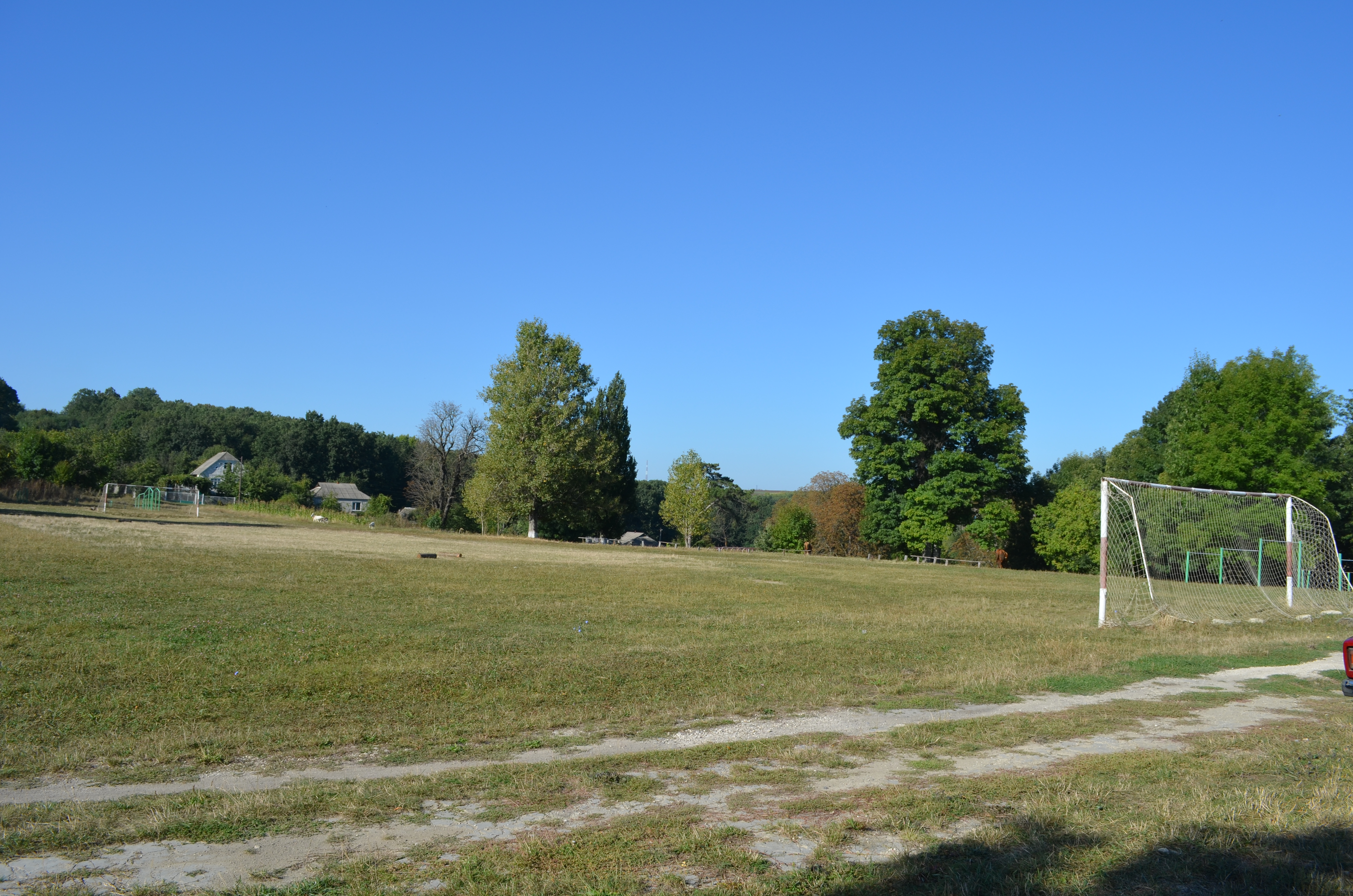
Стадіон біля школи
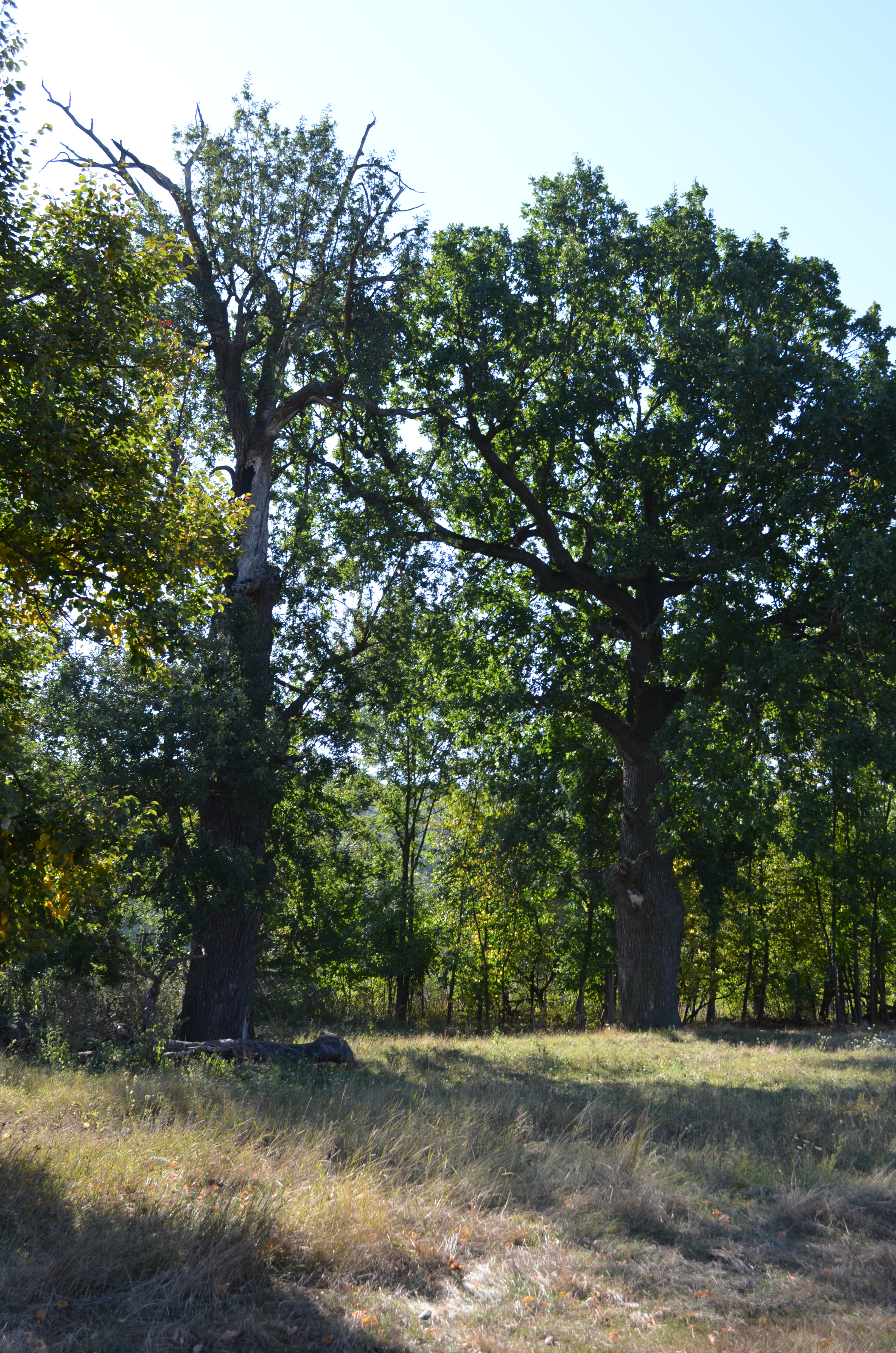
Парк
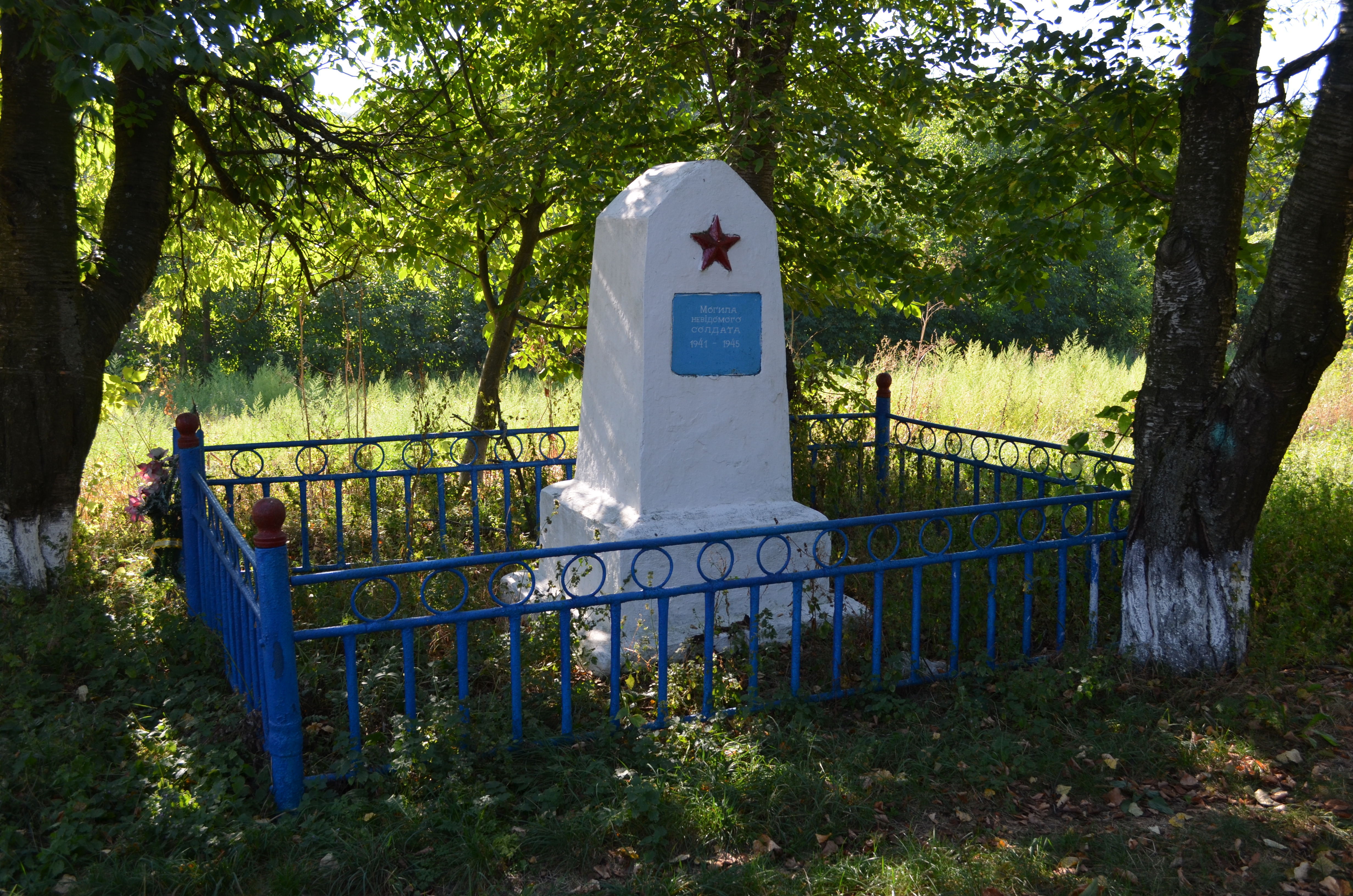
Могила невідомого солдата
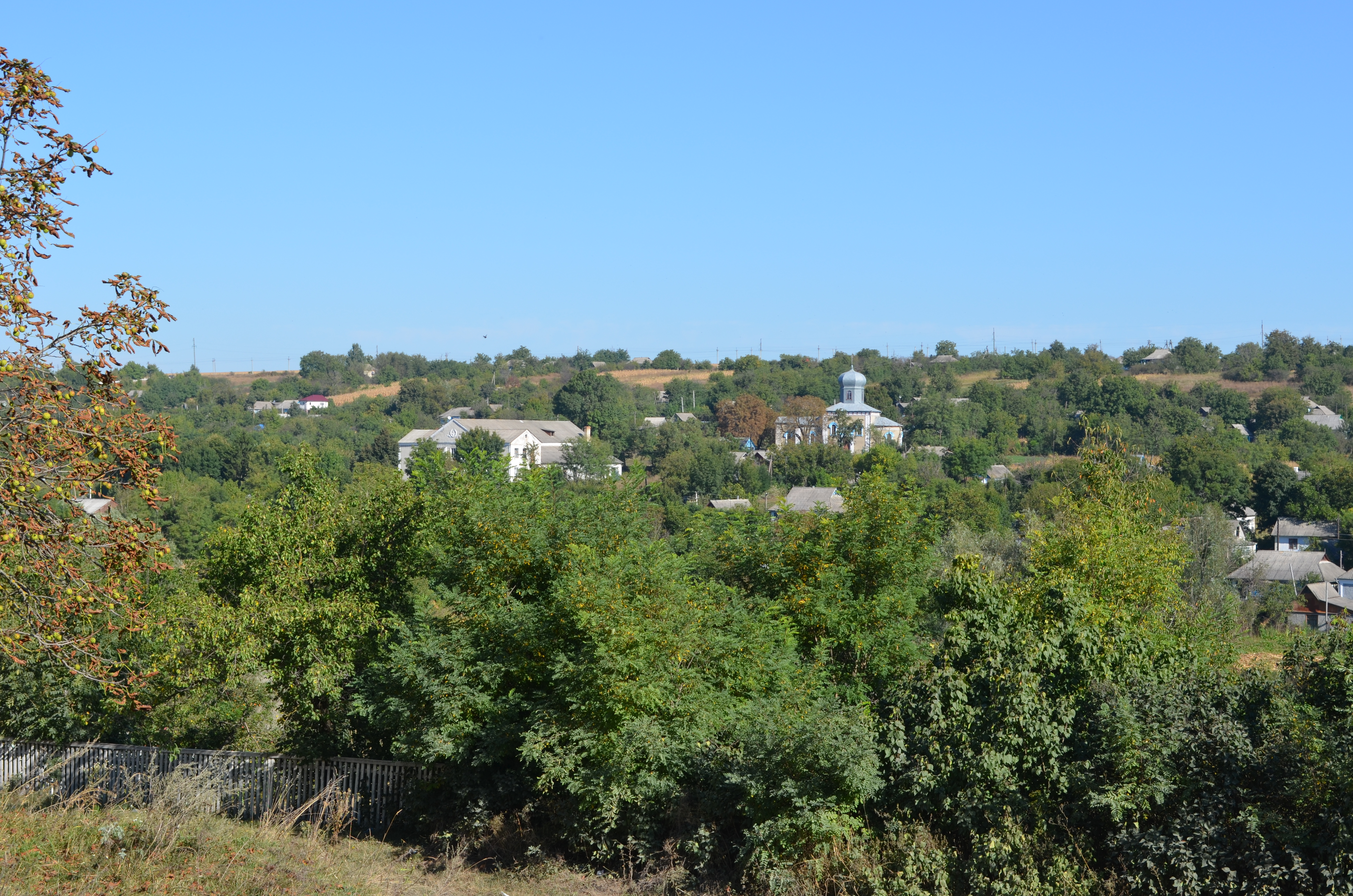
Панорама села
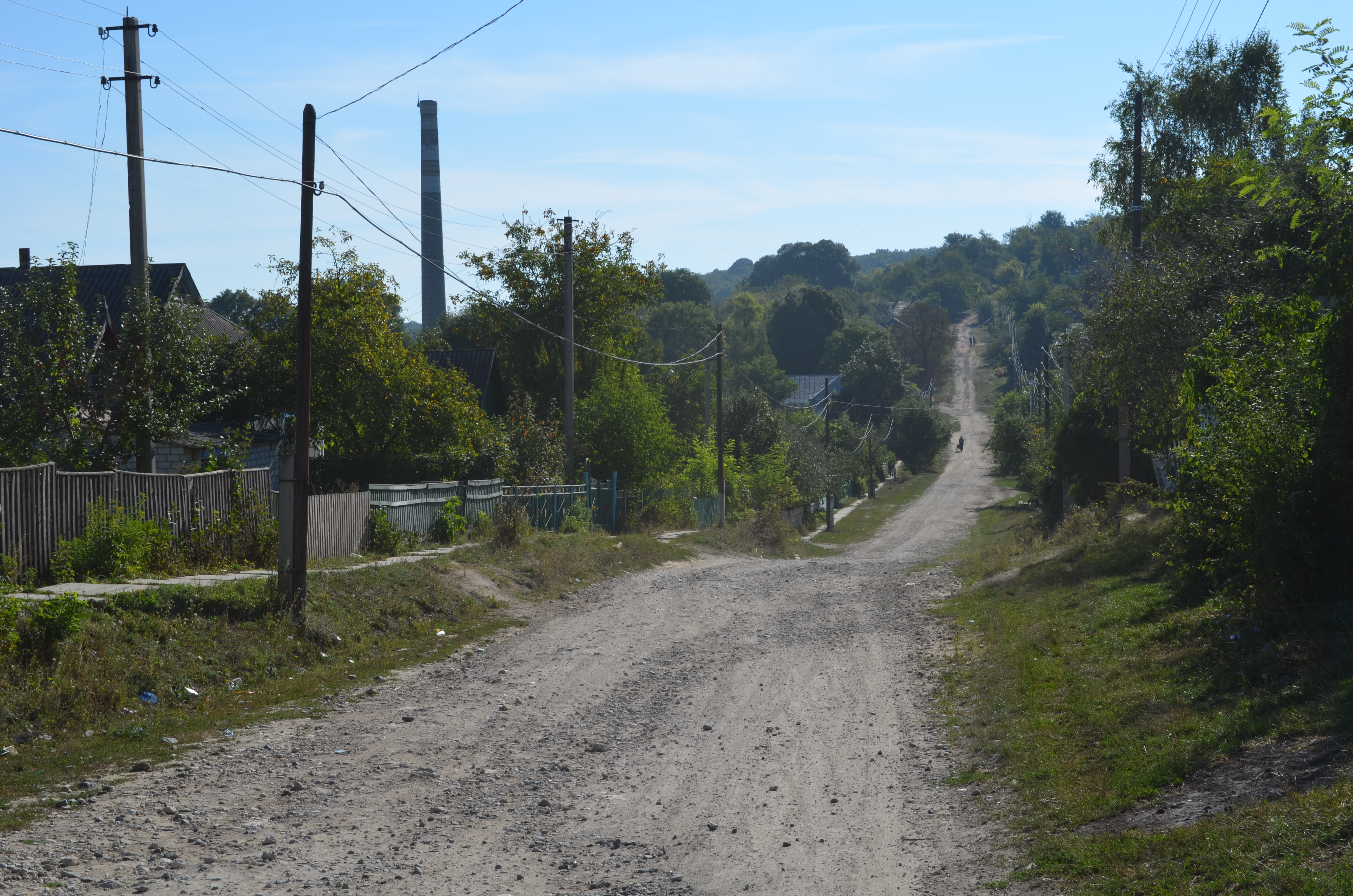
Вулиця в селі
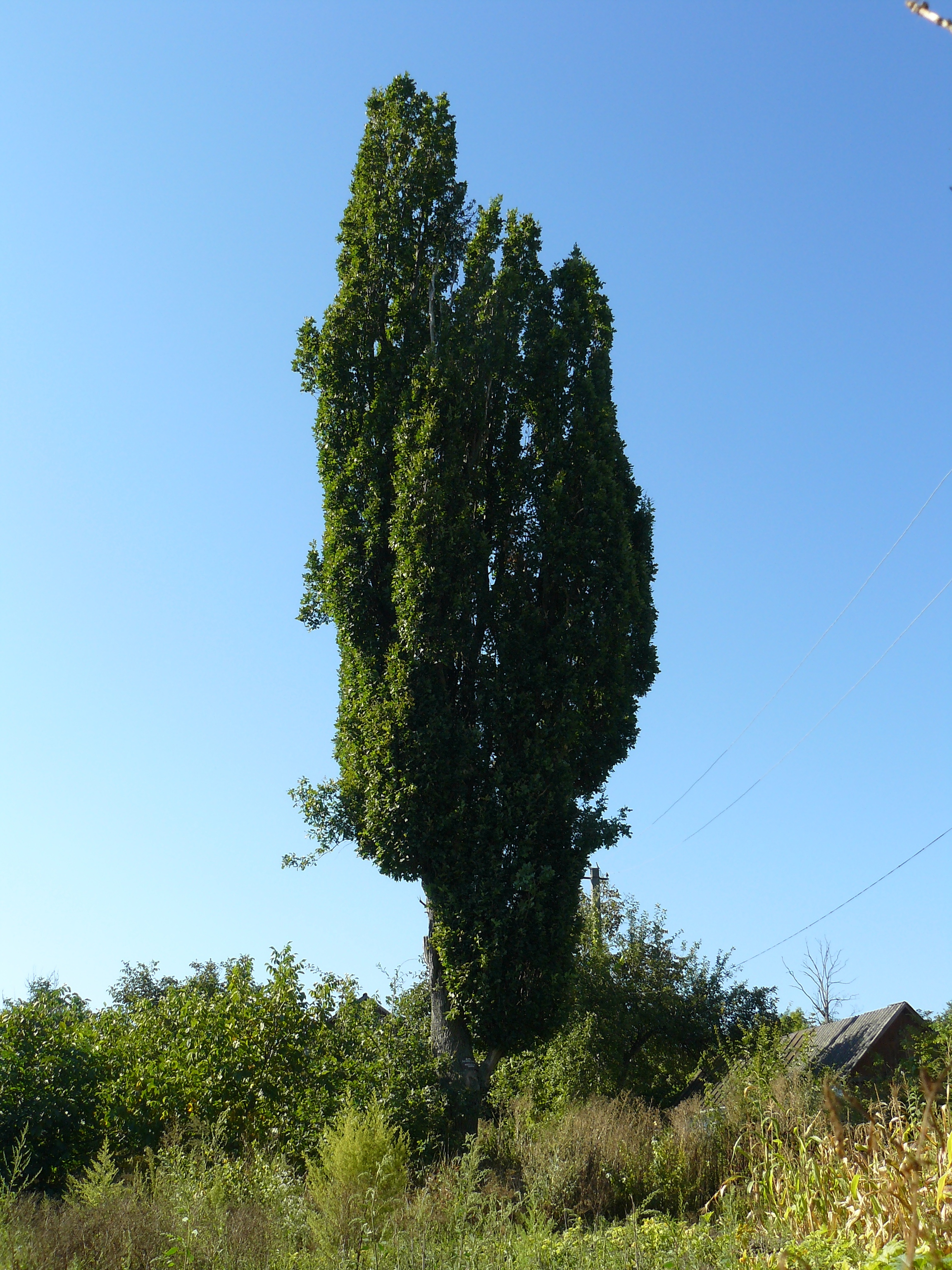
Пам'ятка природи - дуб пірамідальний
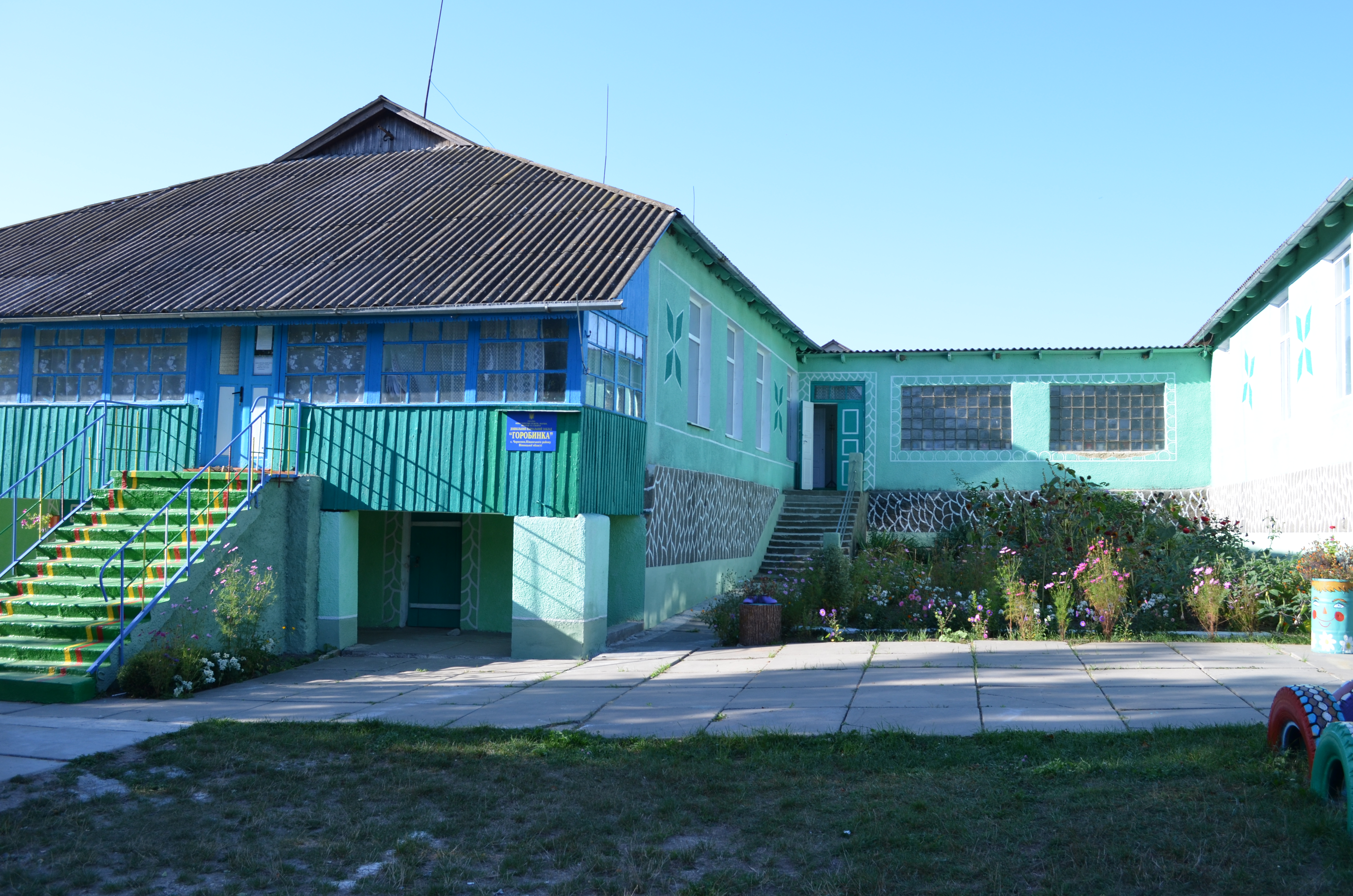
Дитячий садок
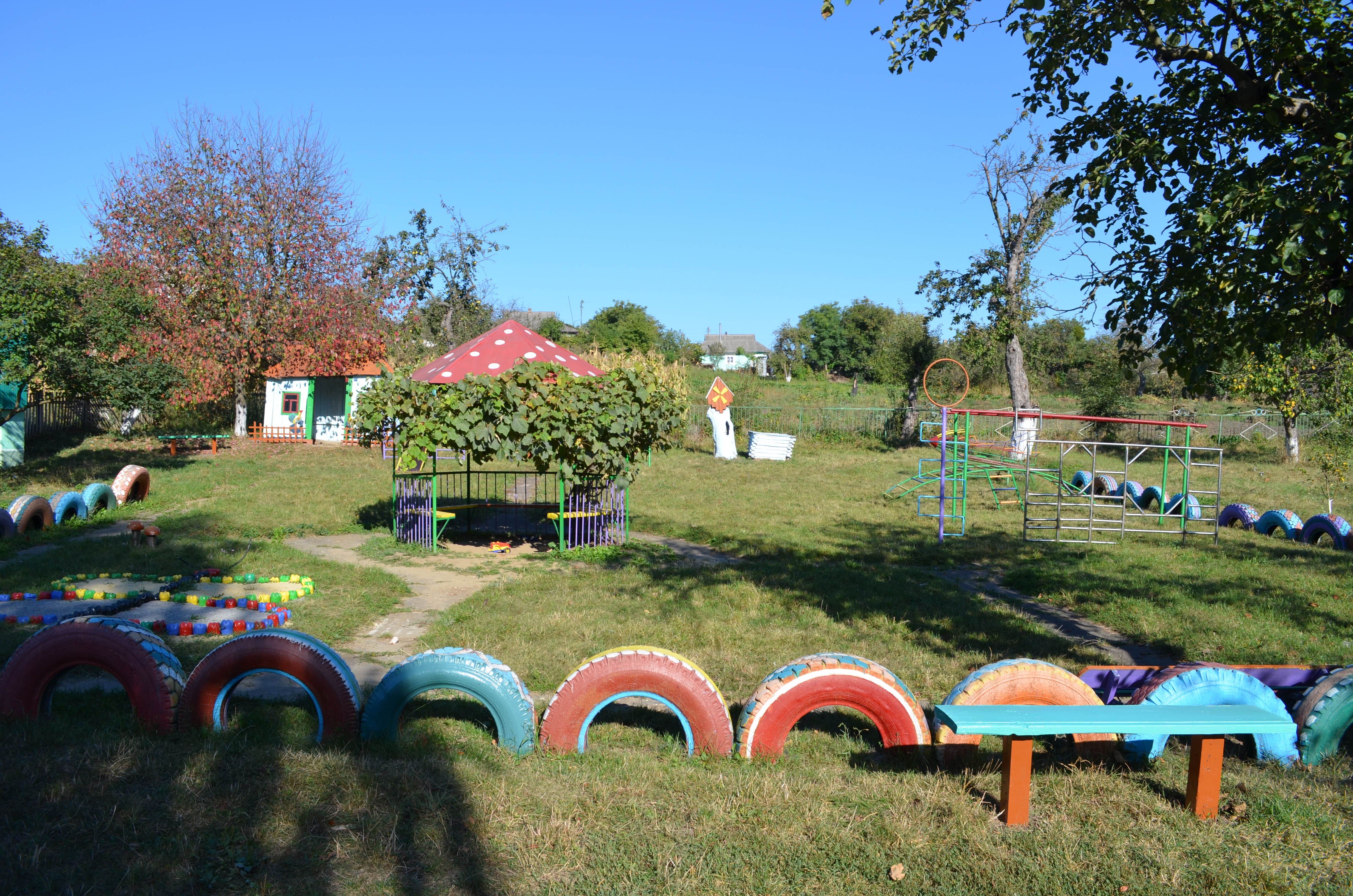
Дитячий майданчик в дитсадку
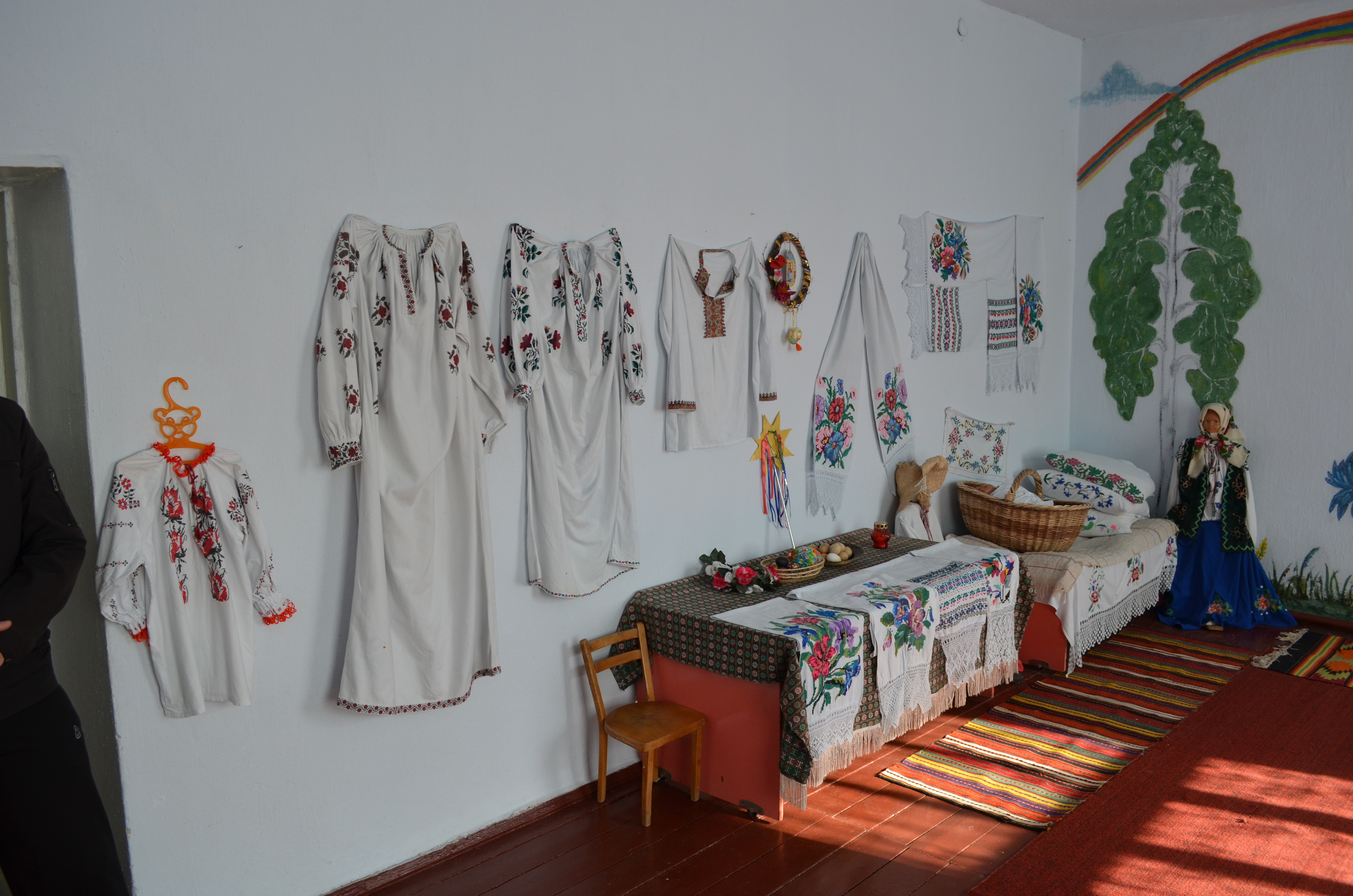
Музей у дитячому садку
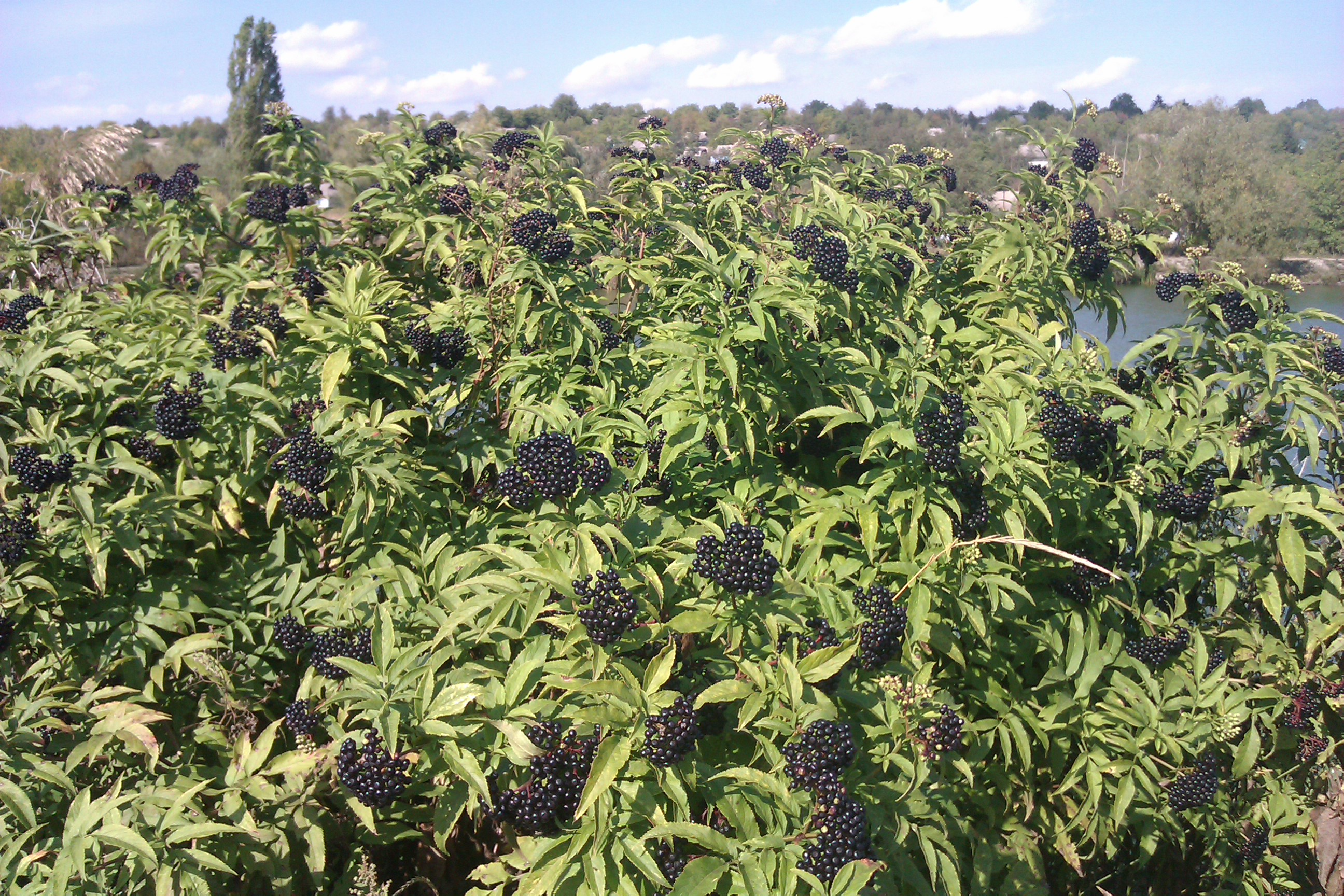
Поблизу ставка
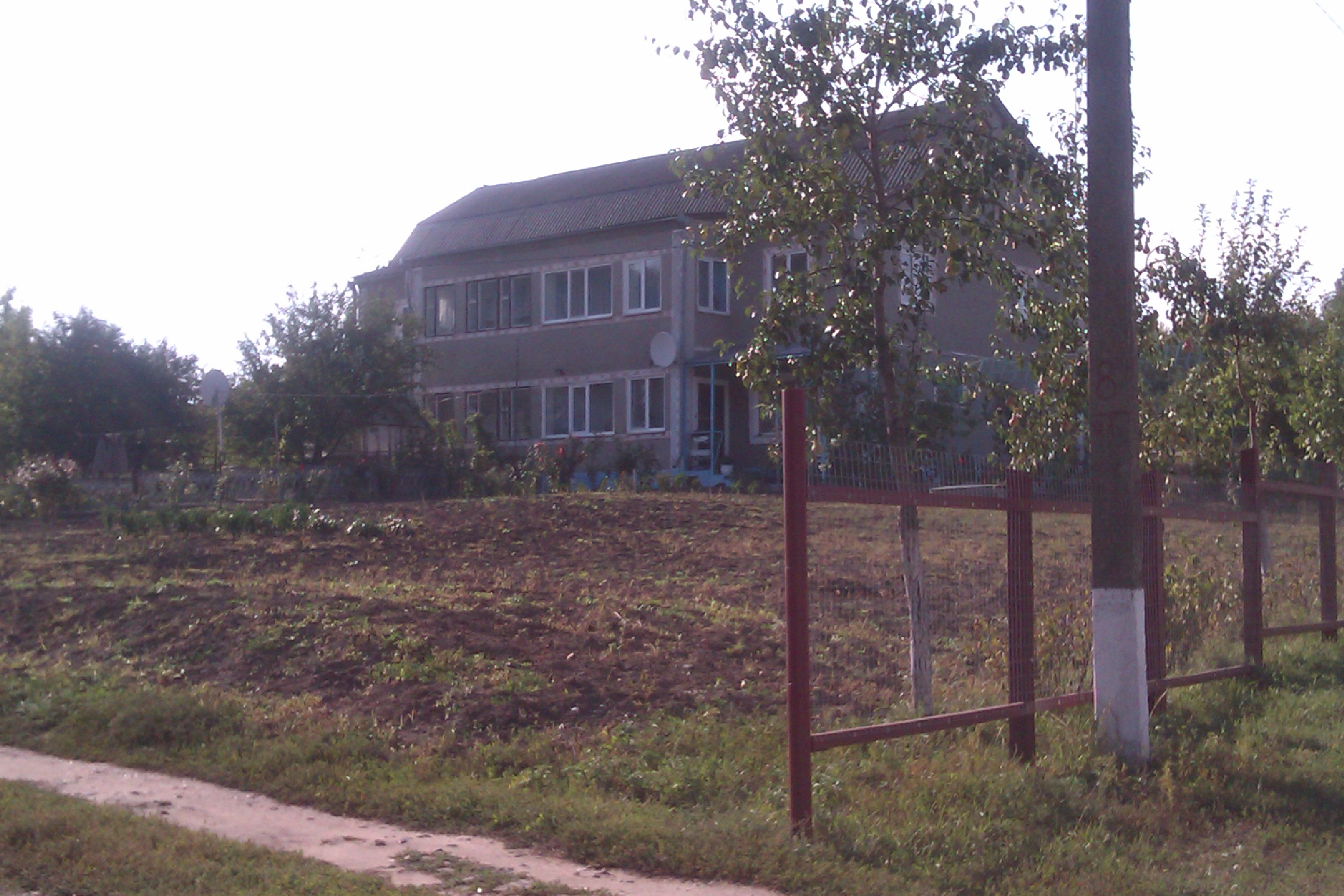
Двоповерхова будівля
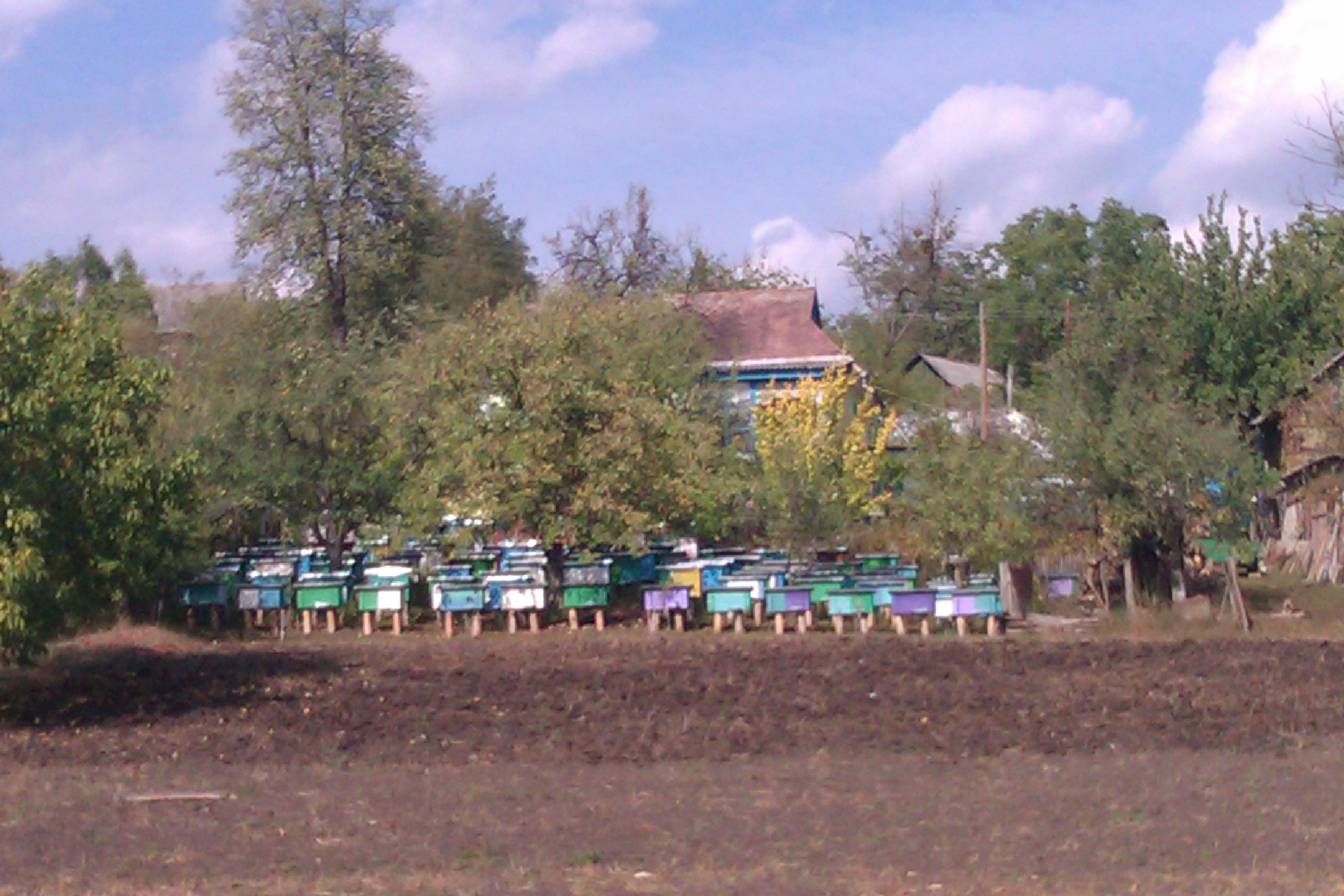
Пасіка
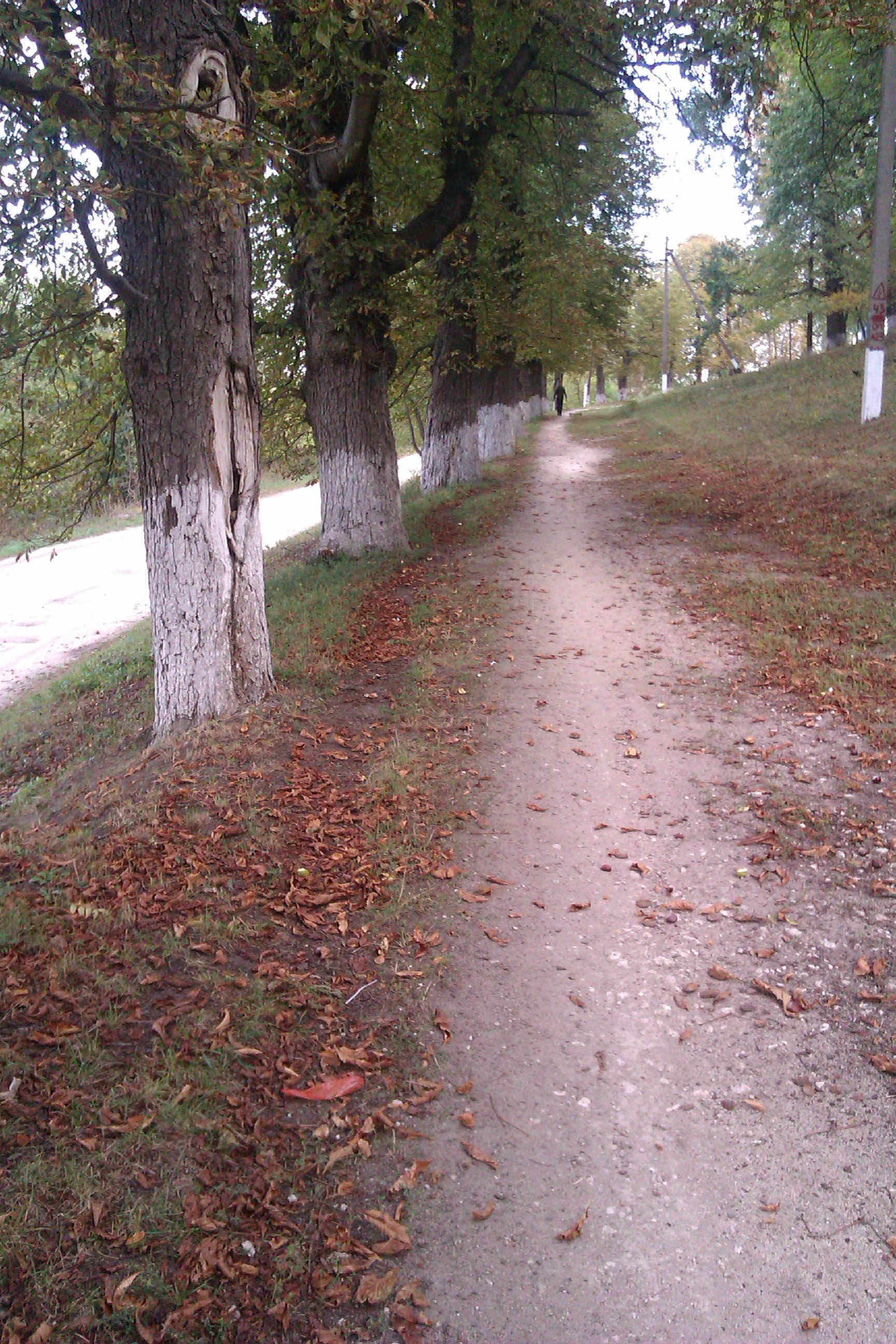
Алея
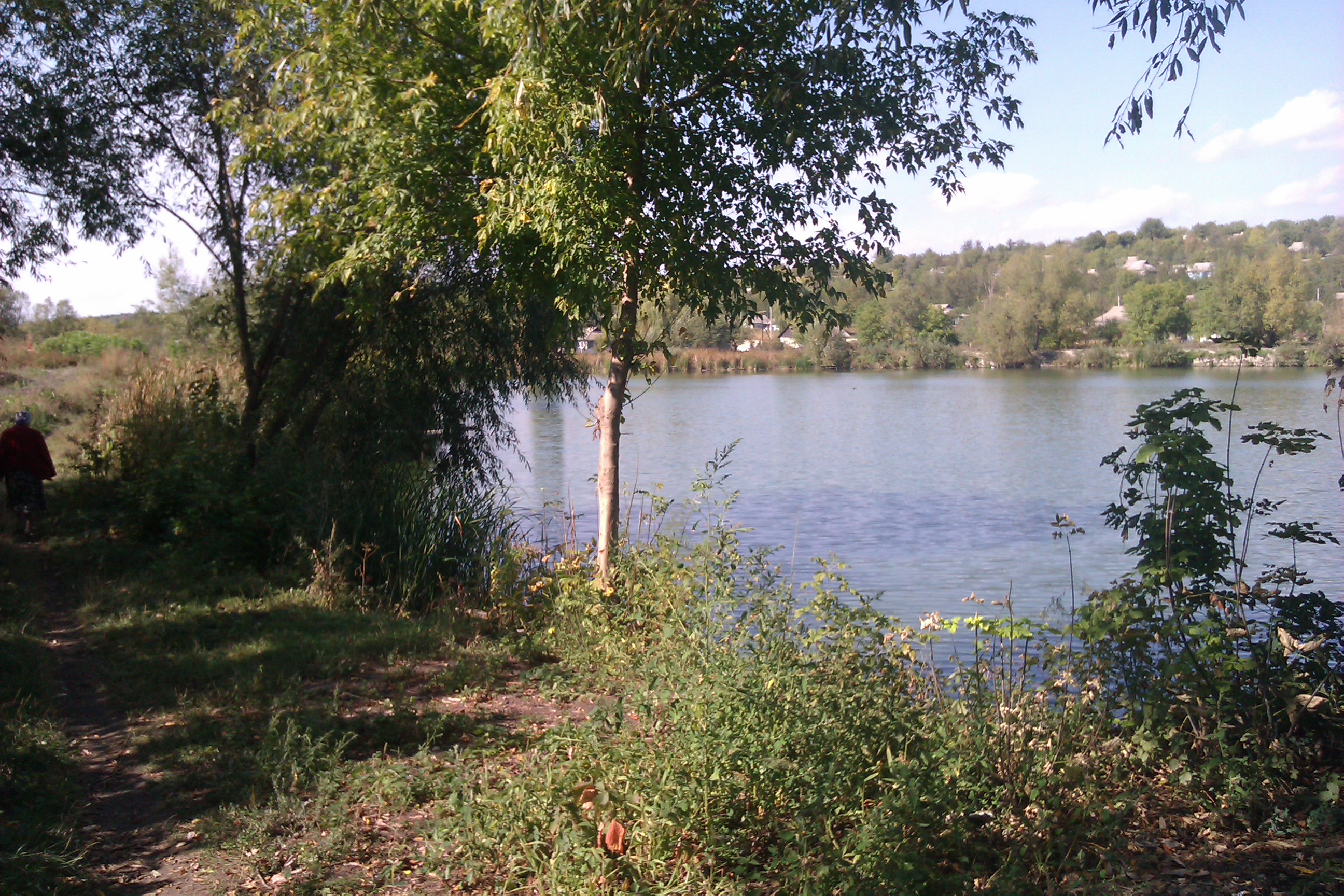
Ставок